# Колір очей

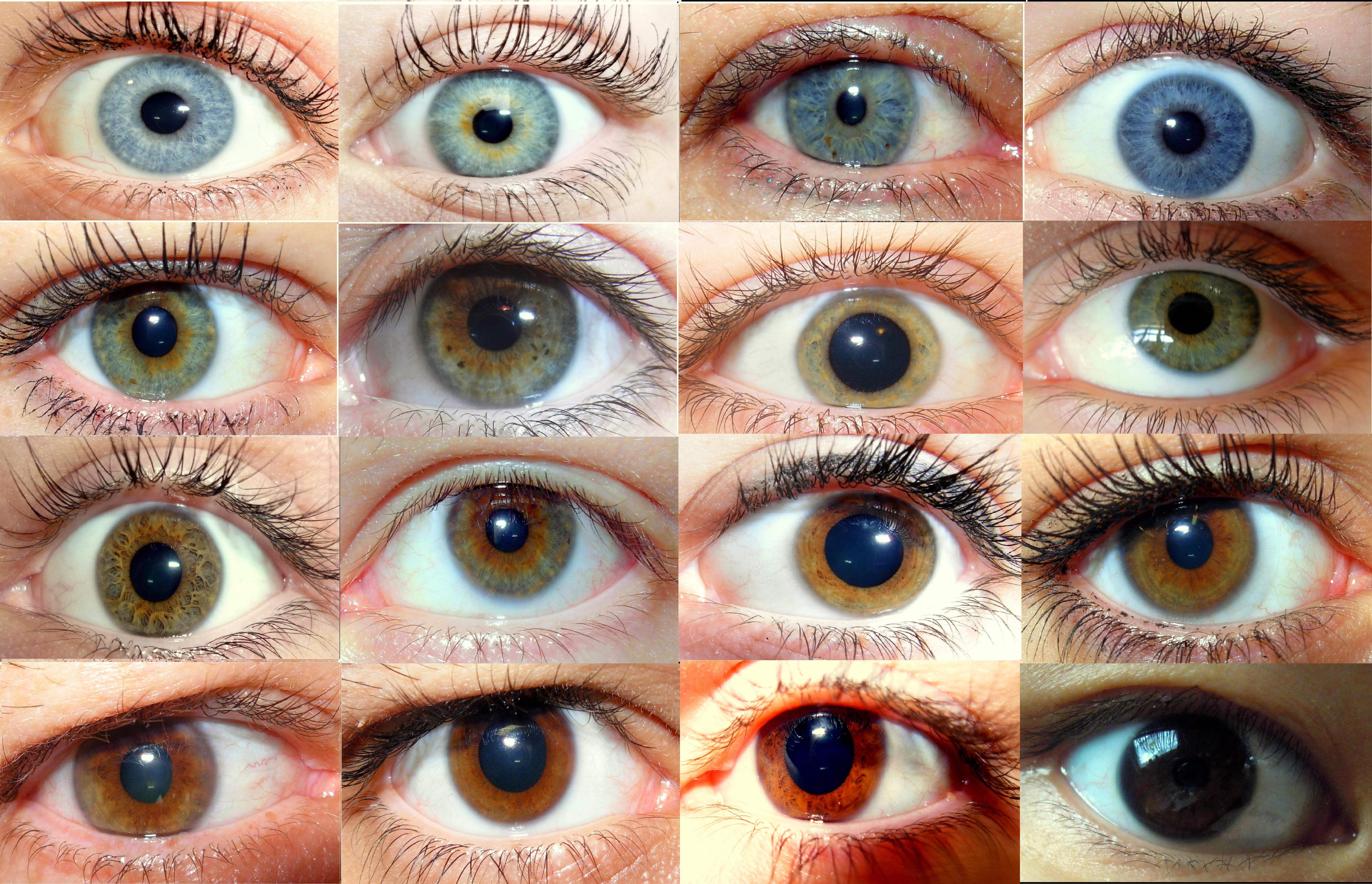
Градація кольорів райдужної оболонки

Ко́лір оче́й — характеристика очей, що визначається пігментацією райдужної оболонки.

## Визначення
Райдужна оболонка складається з ектодермального і мезодермального шарів. Від характеру розподілу в них пігментів і залежить колір. У передньому мезодермальному шарі розподілені хроматофори, що містять меланін. У задньому шарі міститься багато заповнених фусцином пігментних клітин. Крім цього, роль грають судини і волокна райдужної оболонки. Колір райдужної оболонки ока не передається від батьків до дітей.

## Основні кольори

### Карий
У цьому випадку в зовнішньому шарі райдужної оболонки міститься багато меланіну. Тому на ньому відбувається поглинання низькочастотного світла, а відбите світло в сумі дає коричневий. Що більша концентрація меланіну, то темніші очі, у деяких випадках вони можуть бути майже чорними.

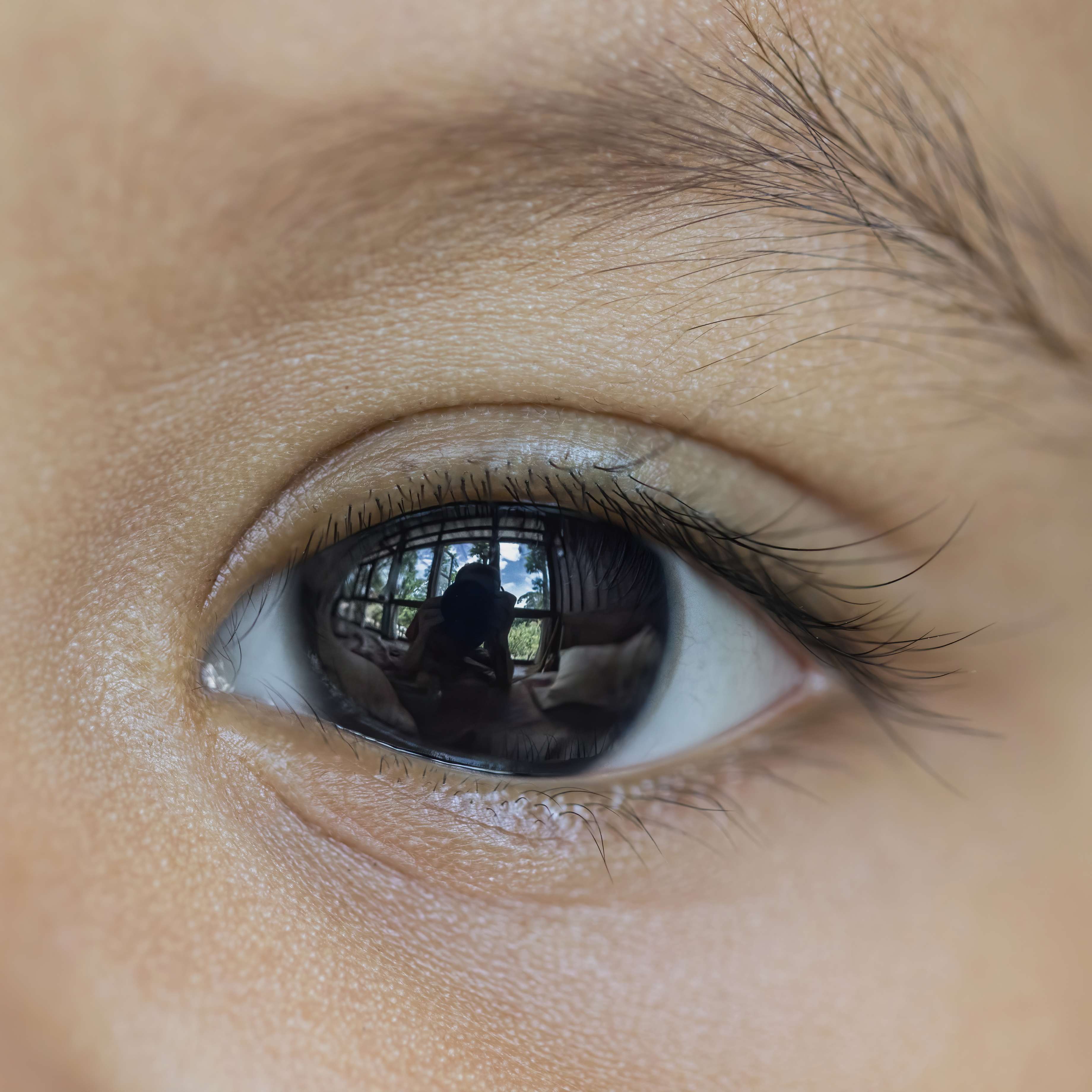
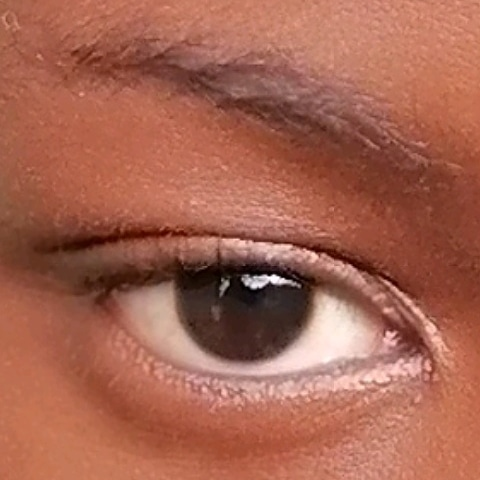
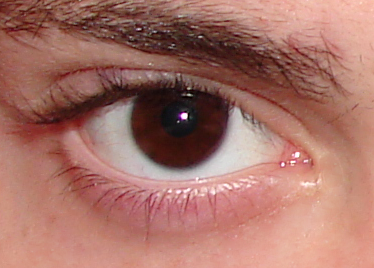
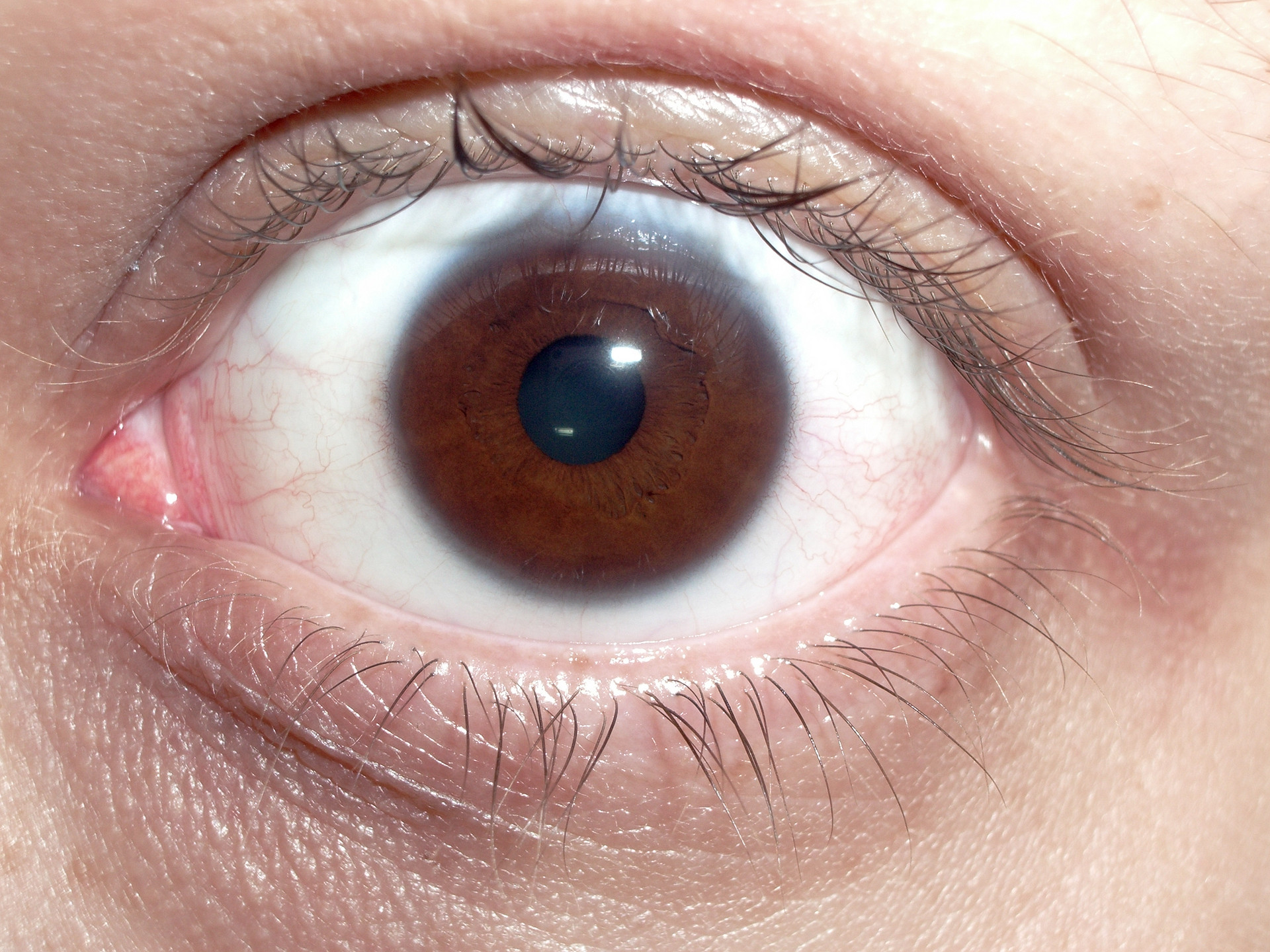
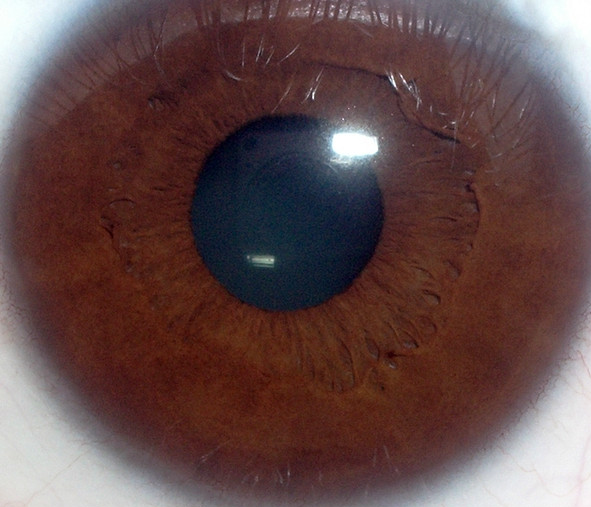
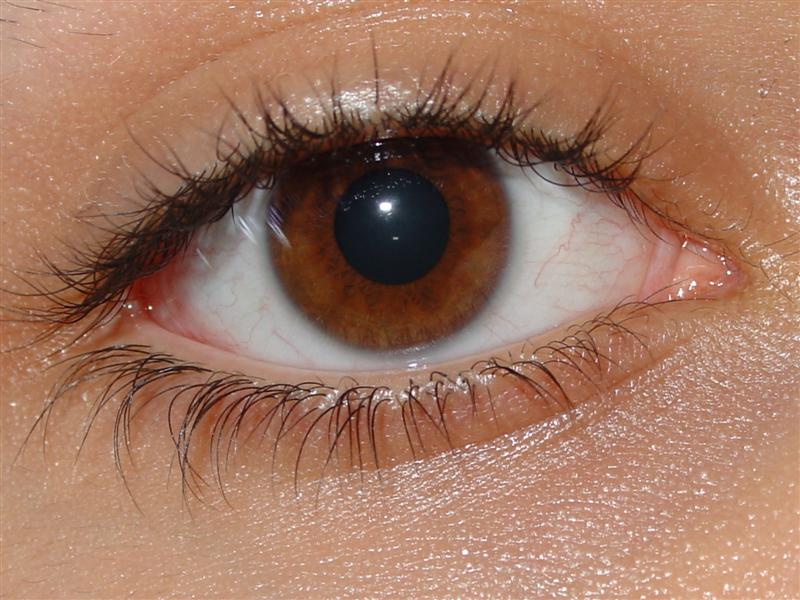
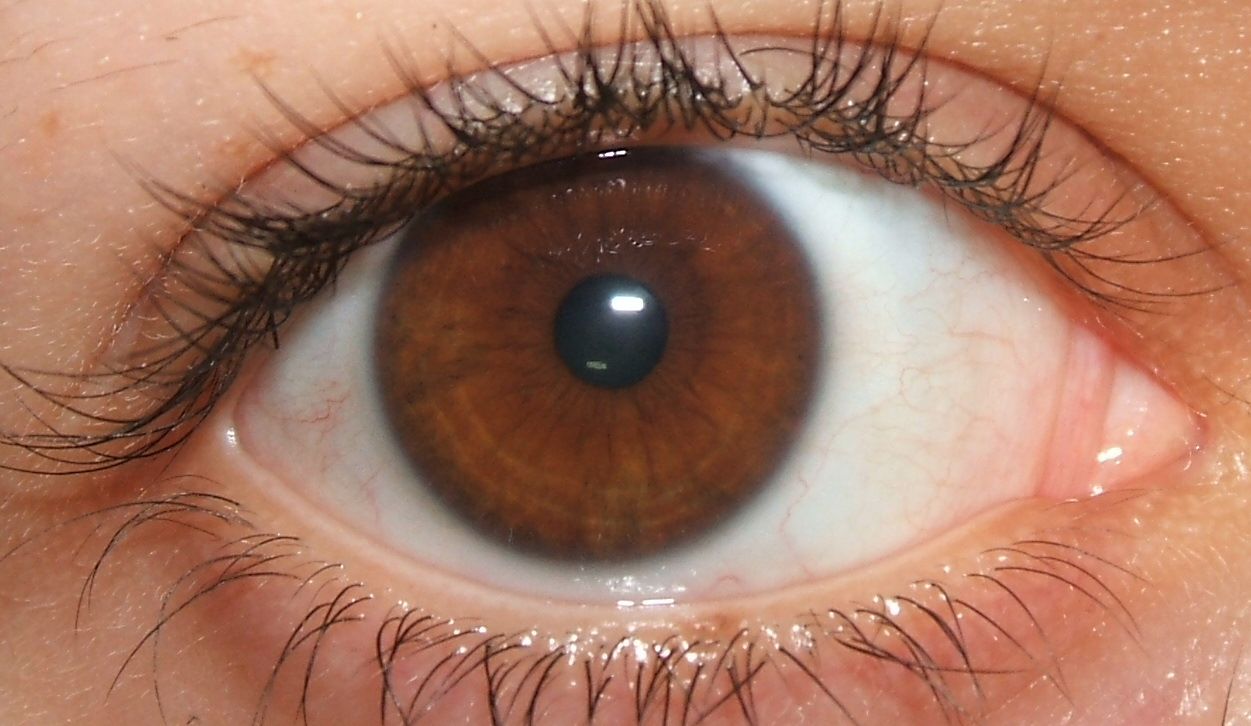
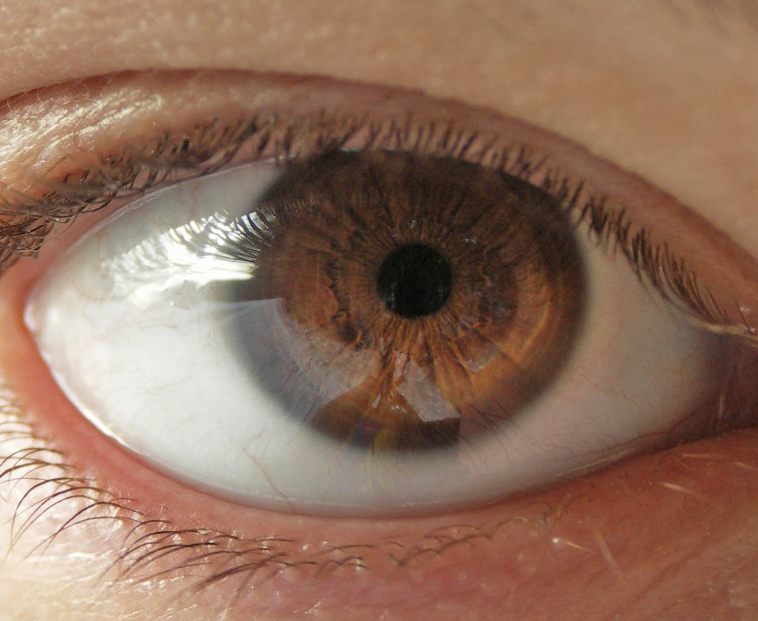
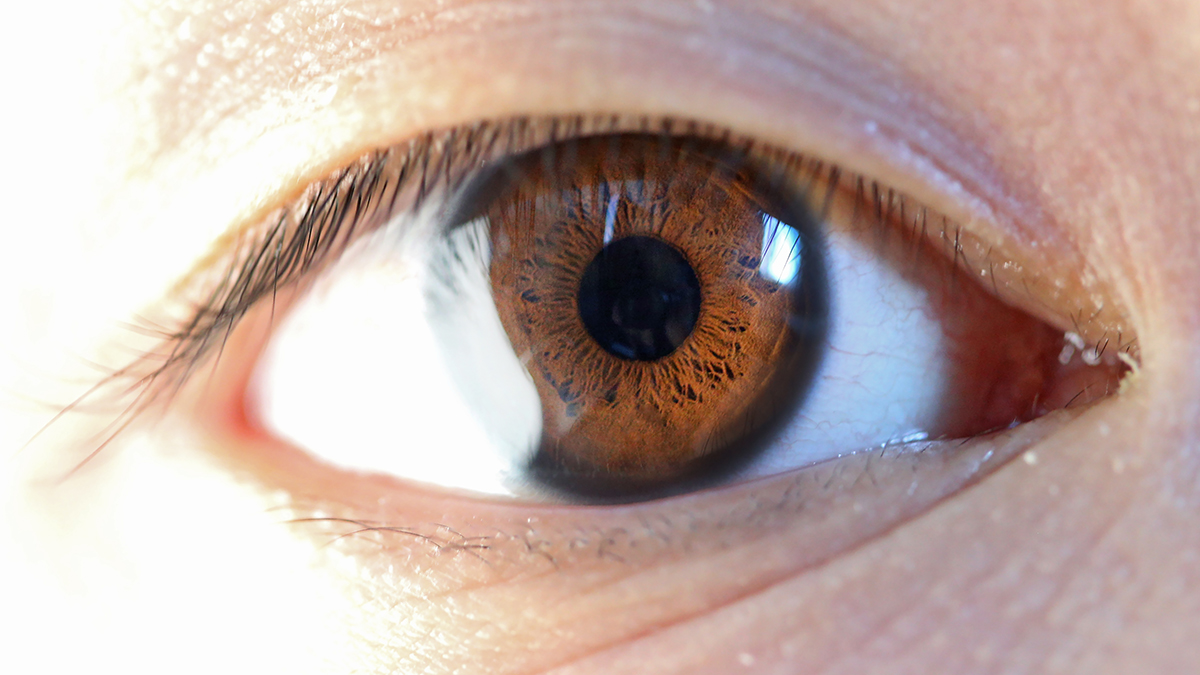
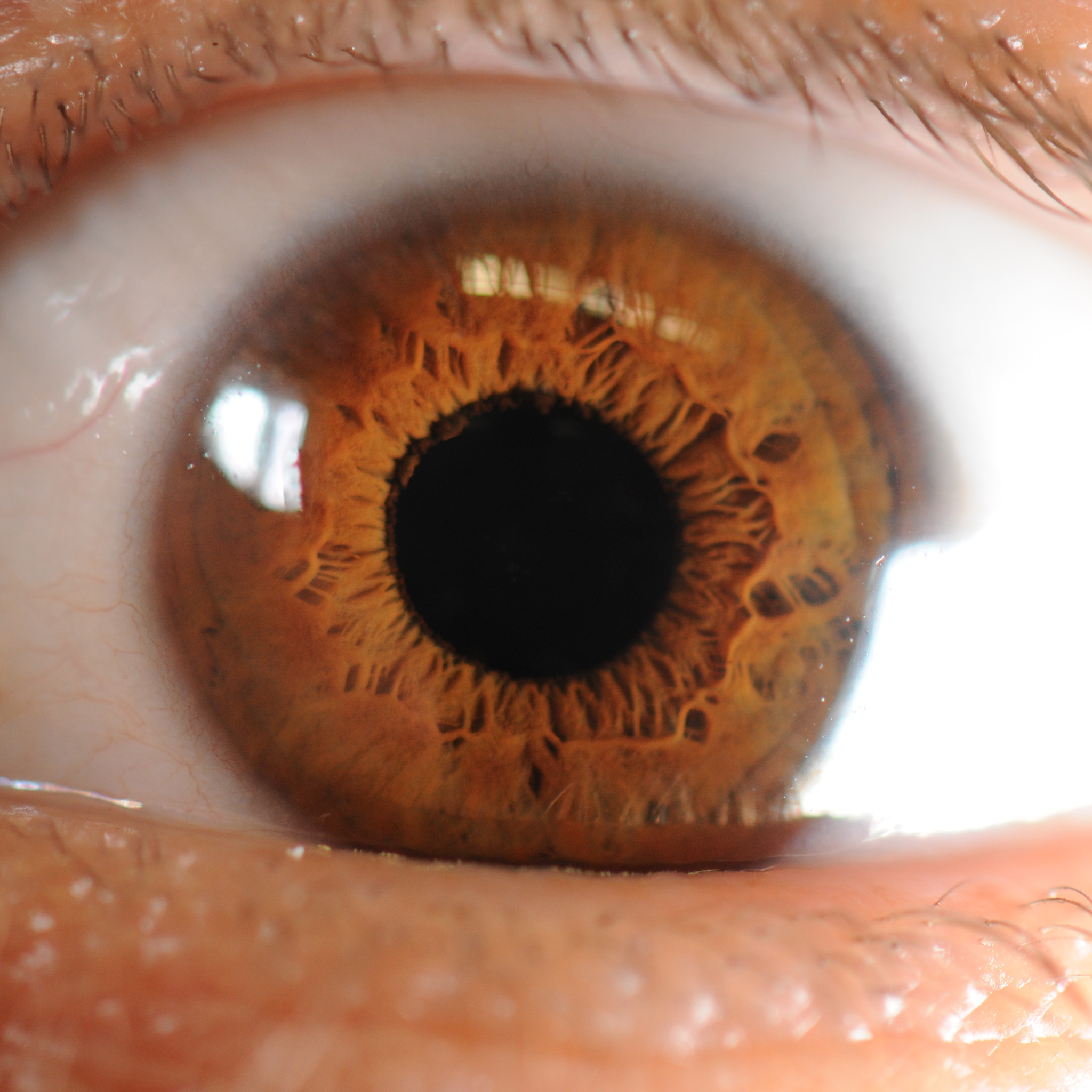
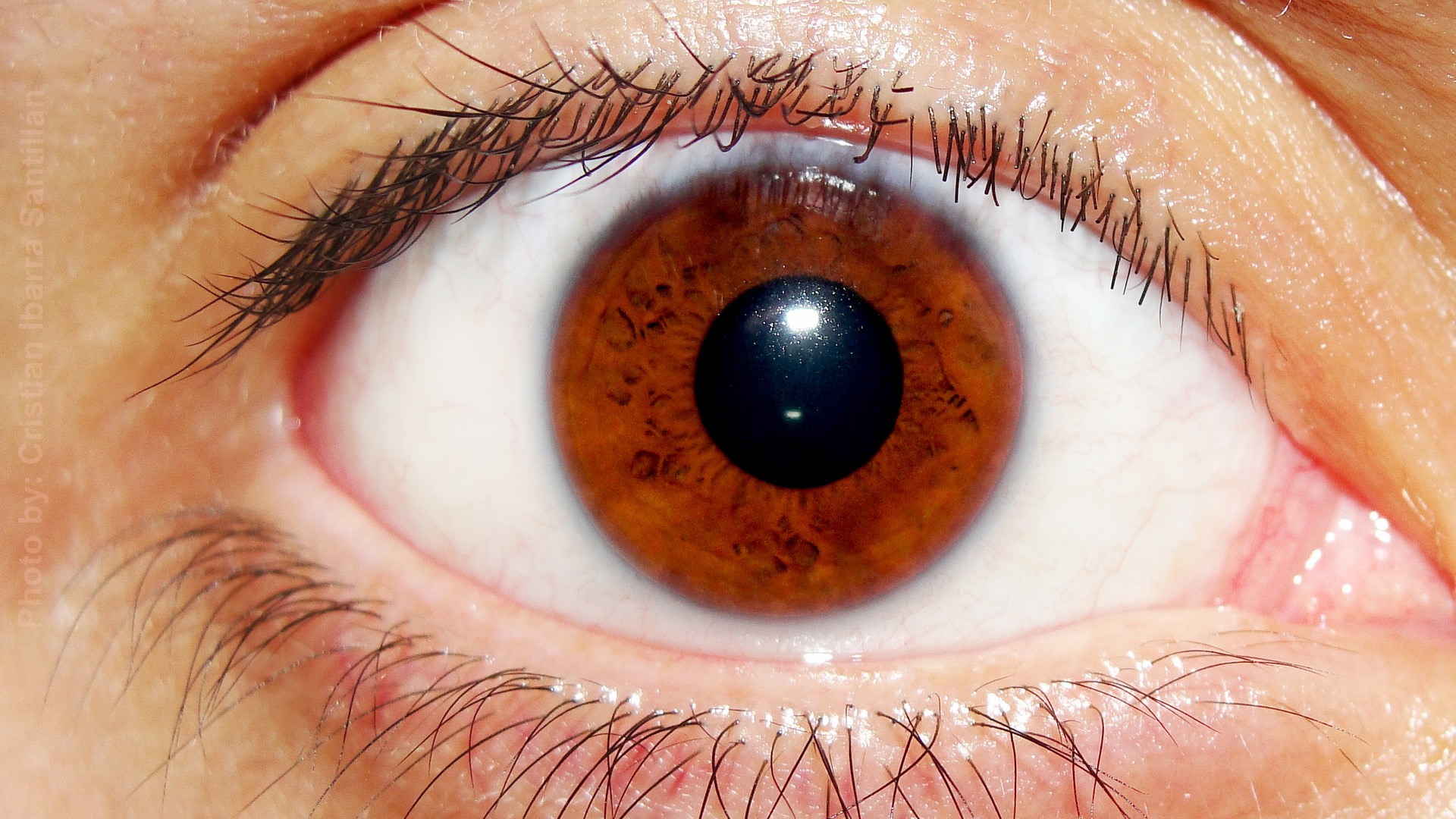
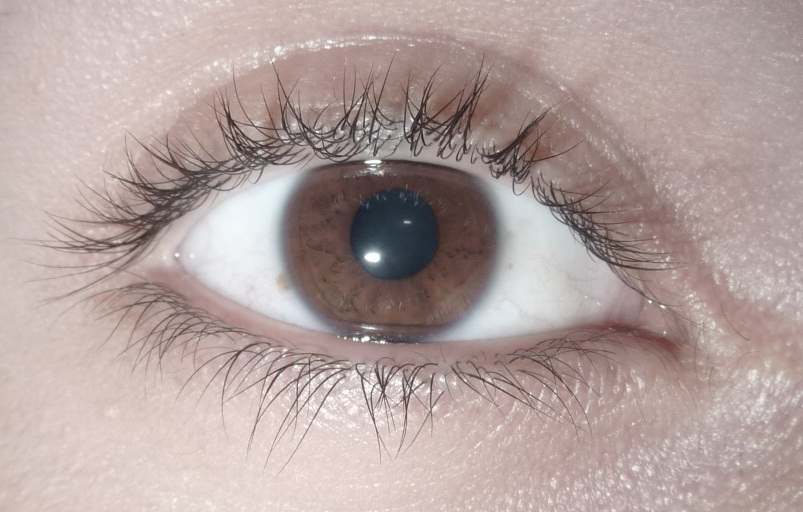
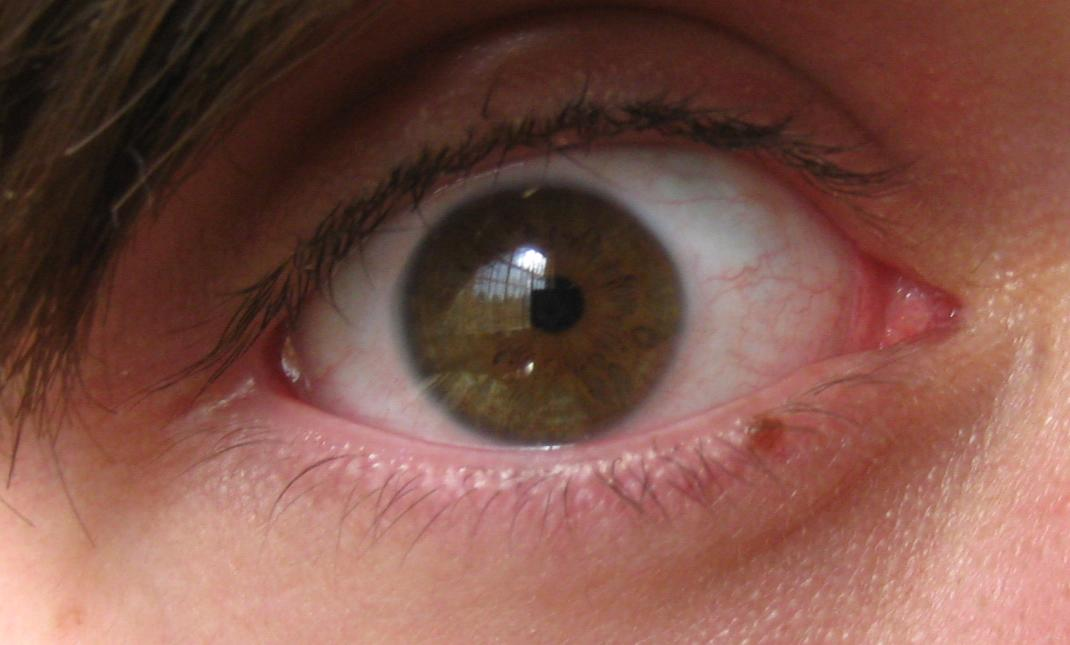
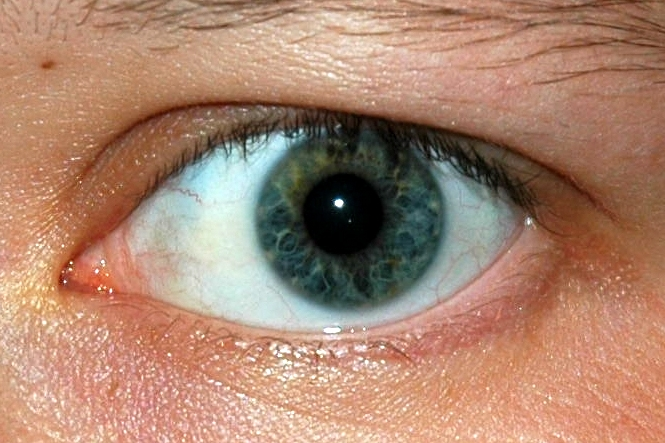
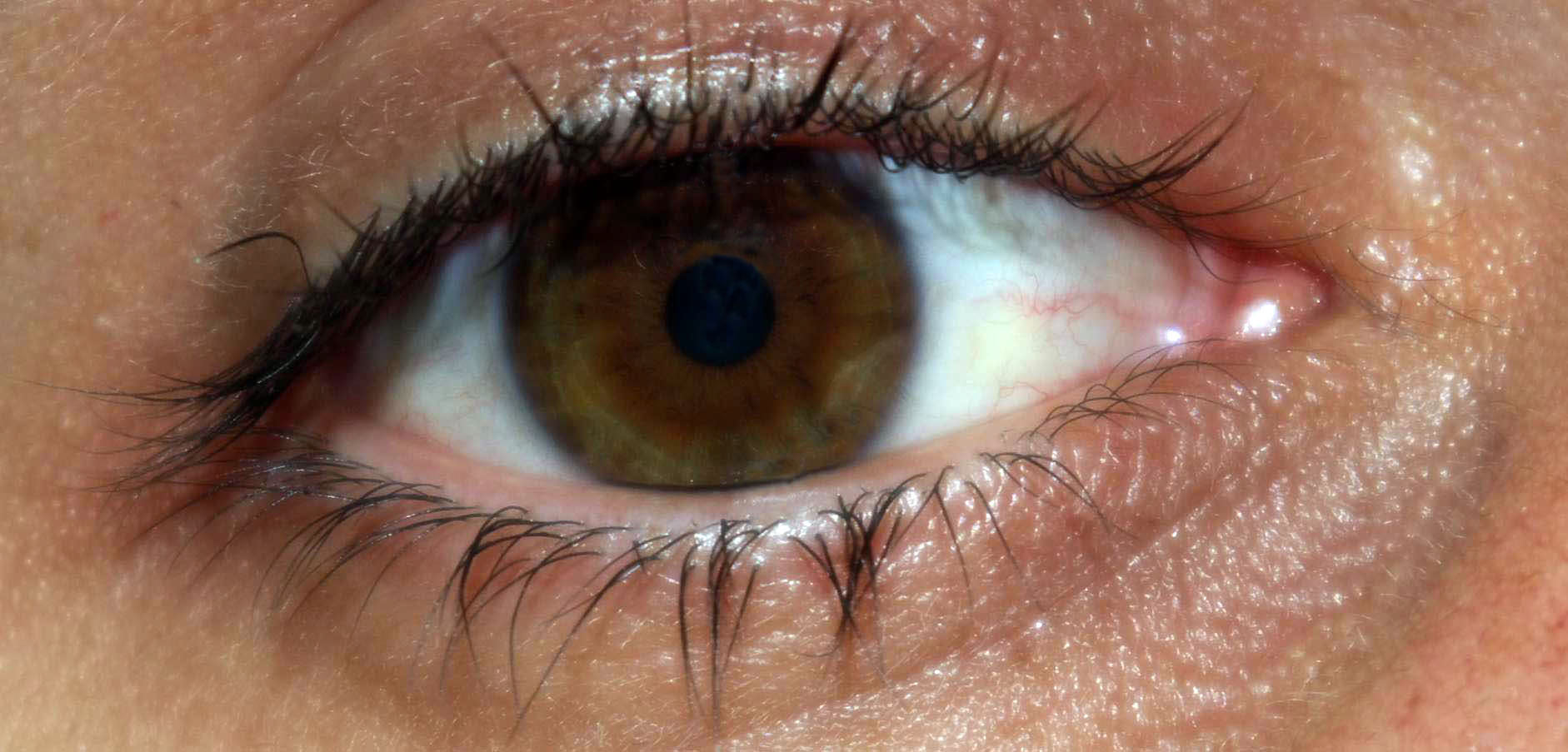
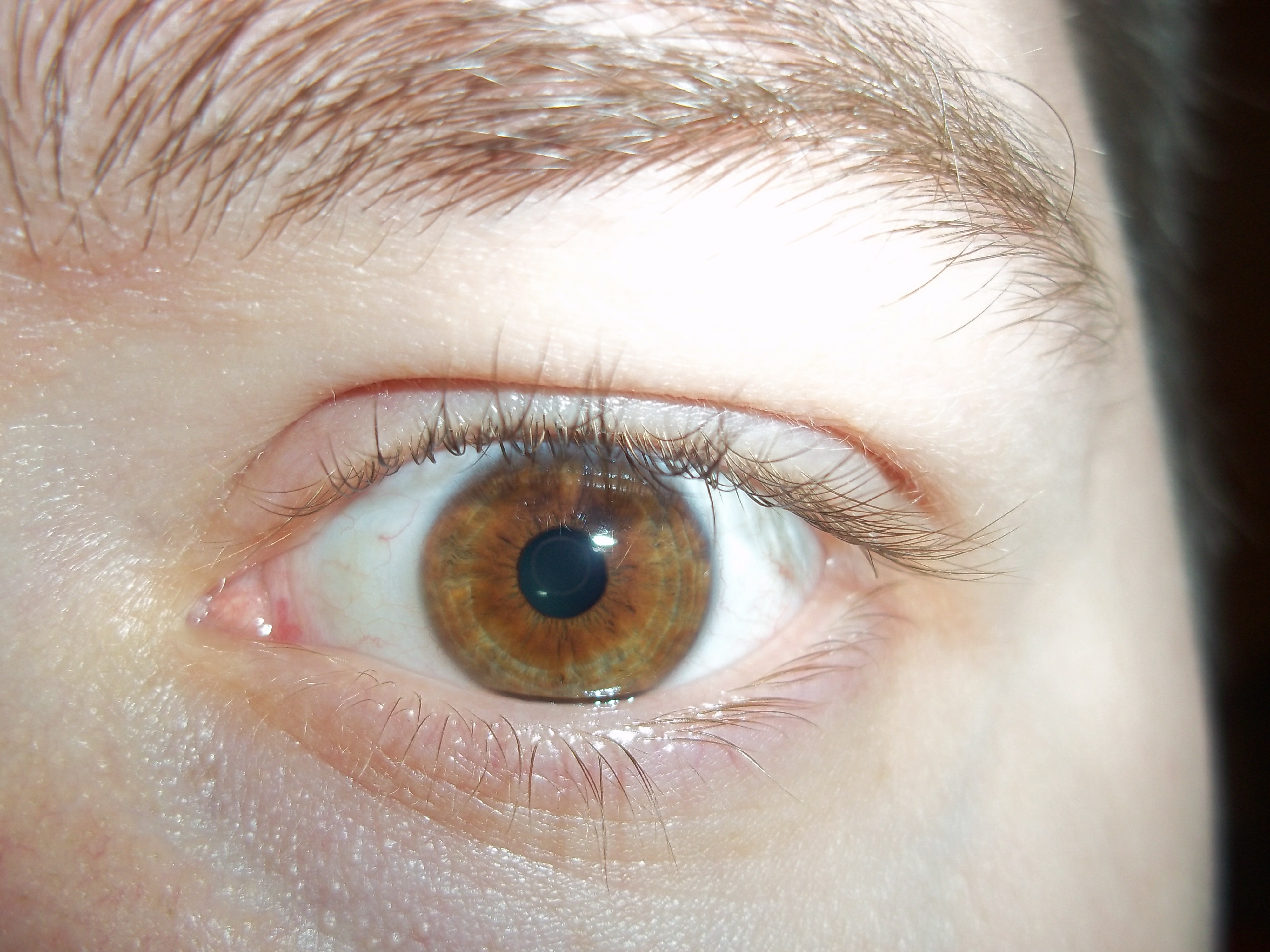

### Змішаний

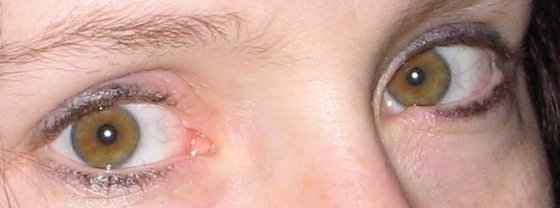
Змішаний колір очей

Змішаний колір очей має монотонне світло-коричневе забарвлення і жовтувато-зелений, іноді трохи червонуватий відтінок. Іноді за кольором вони близькі до болотного або золотистого. Це обумовлює пігмент ліпофусцин..

#### Болотний (горіховий)
Болотний колір очей, в англійській термінології званий горіховим (англ. hazel), є змішаним кольором. Залежно від освітлення, він може здаватися золотистим, коричнево-зеленим, коричневим. У зовнішньому шарі райдужної оболонки вміст меланіну досить помірний, крім нього нерідко присутні й інші речовини. На відміну від бурштинового, у цьому випадку забарвлення не монотонне, а досить різнорідне.

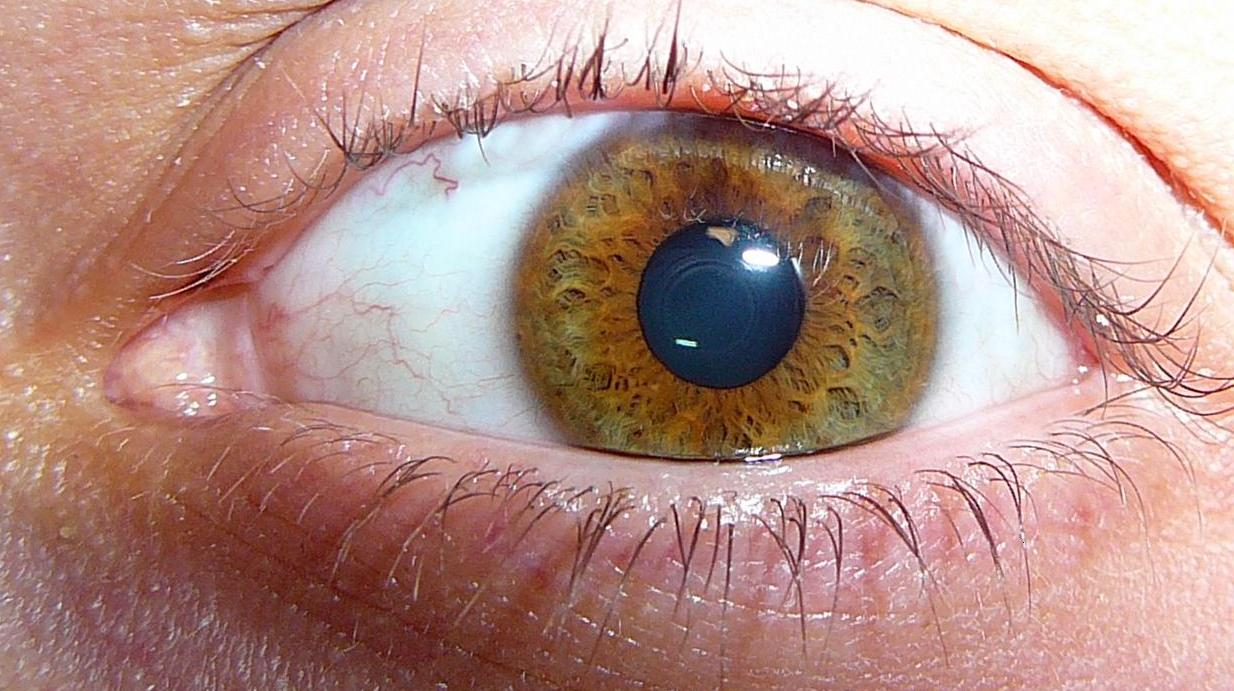
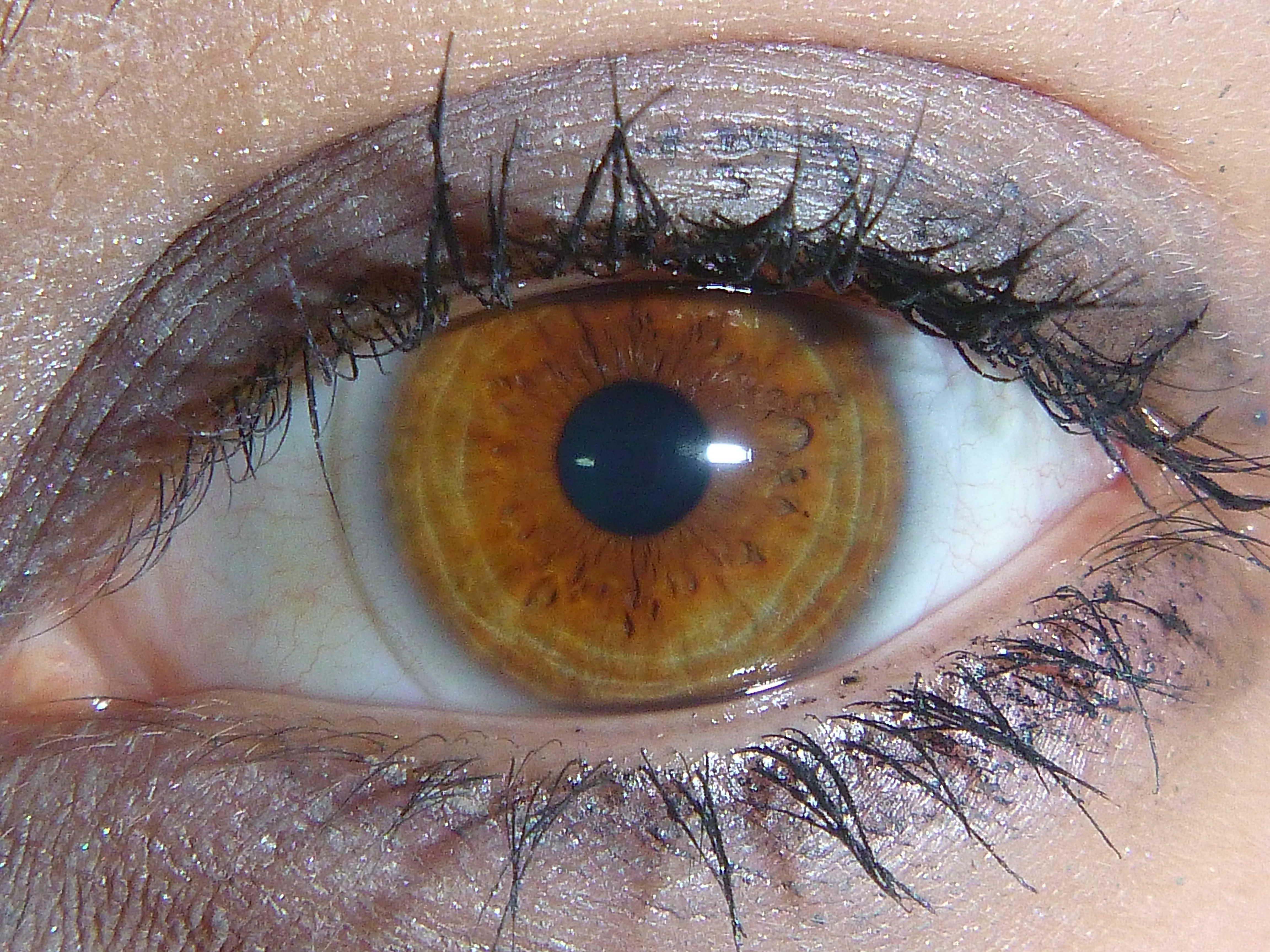
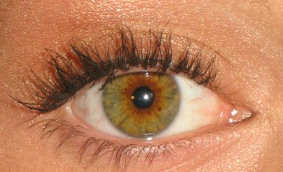
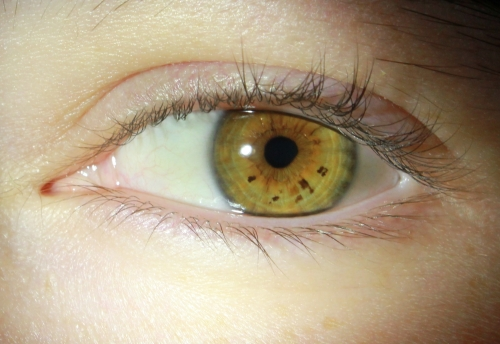
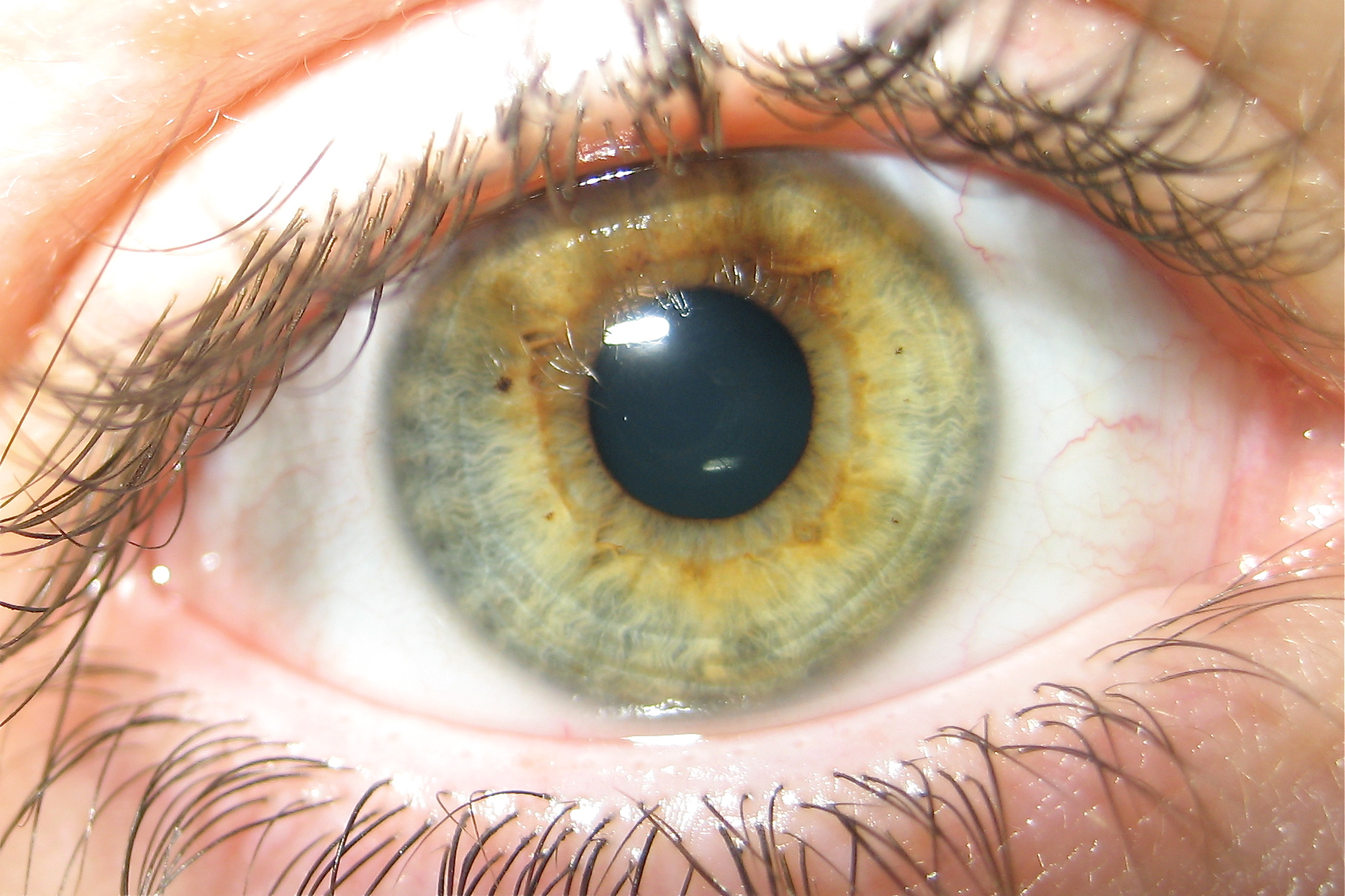
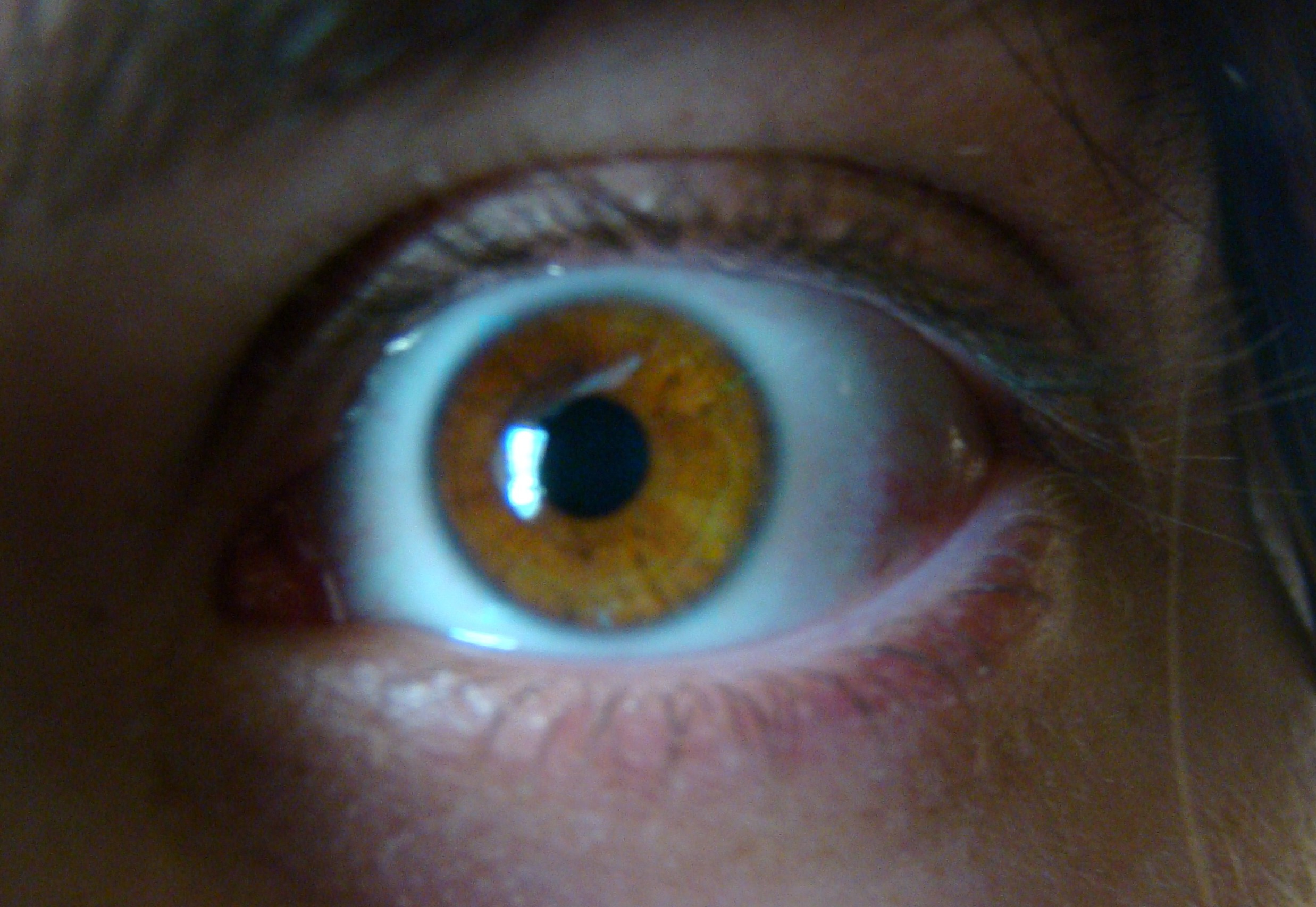
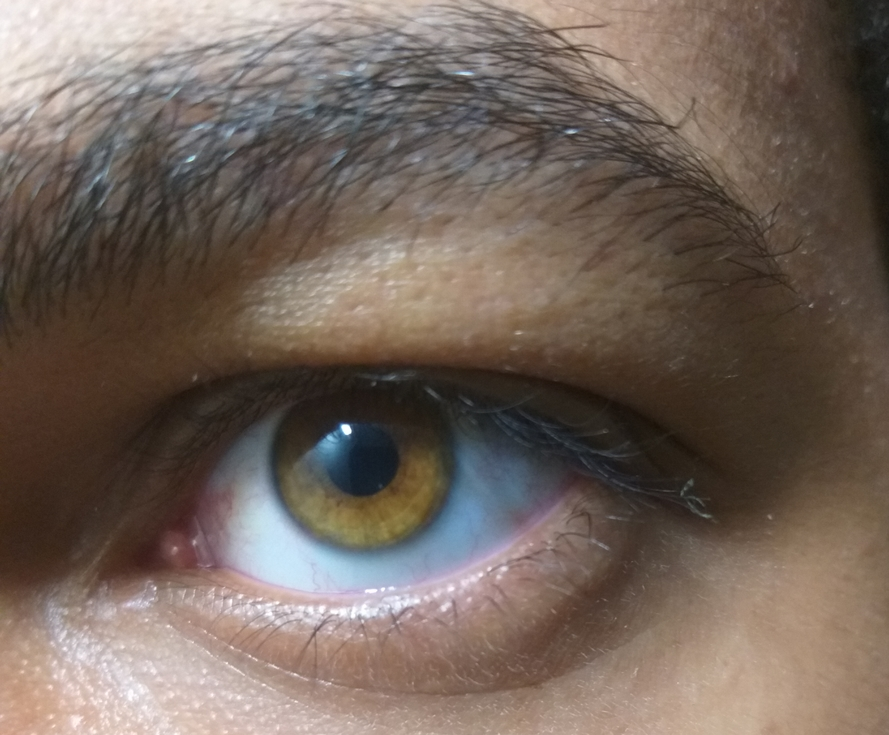
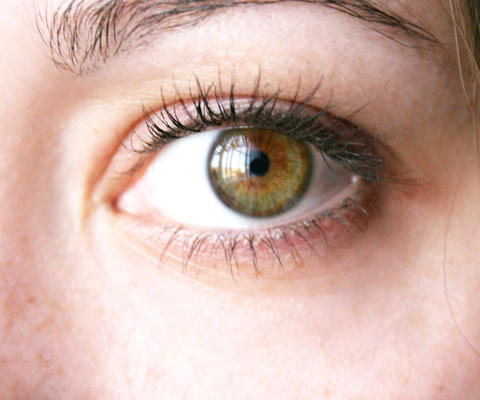
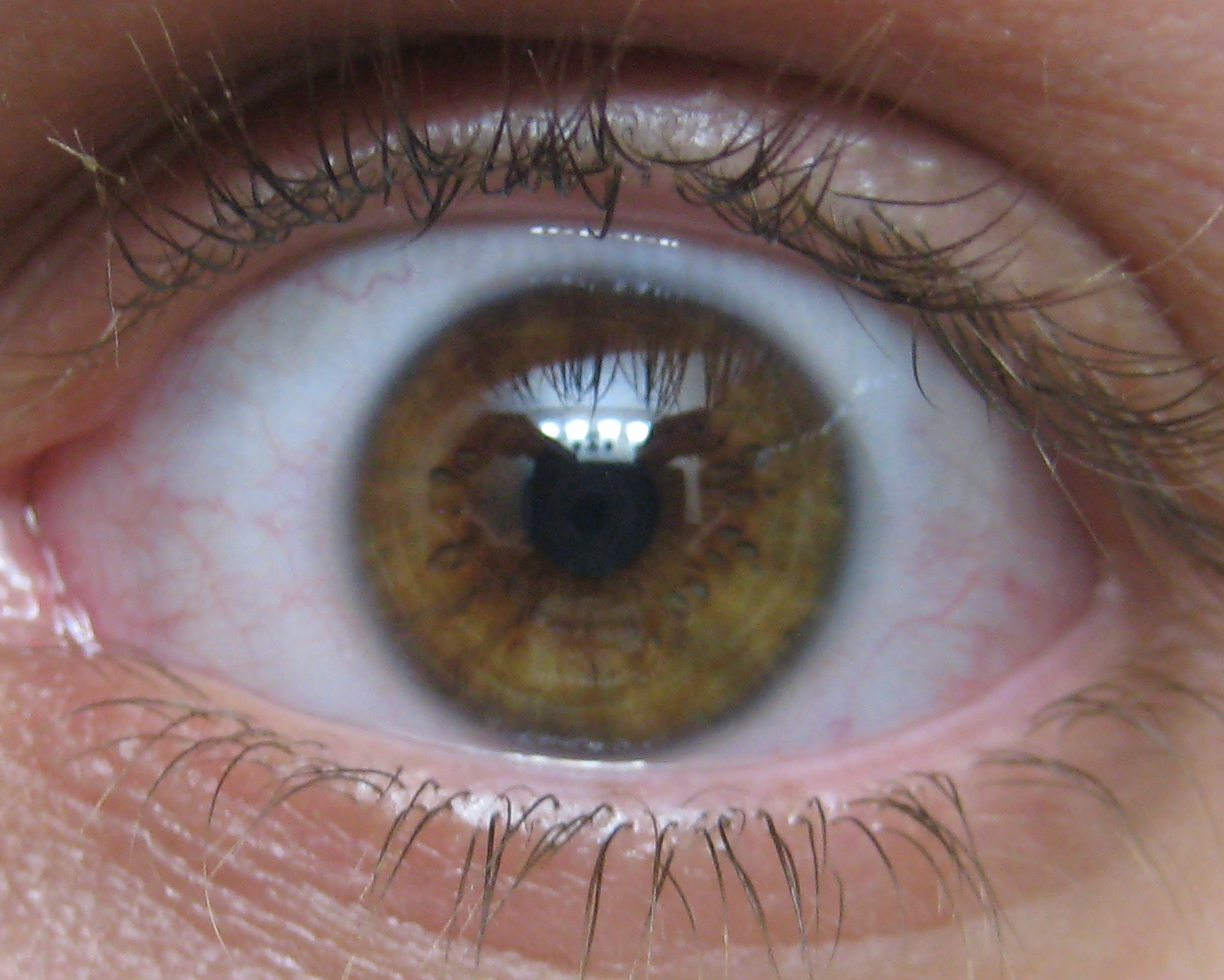

### Зелений
Зелений колір очей визначається невеликою кількістю меланіну, до того ж, можливо, тут грає роль ген рудого волосся. У зовнішньому шарі розподілена жовта або світло-коричнева речовина, що може бути пов'язано з певним захворюванням. Оскільки задній шар синього кольору, то в результаті виходить зелений. Забарвлення райдужної оболонки зазвичай нерівномірне й буває дуже багато різноманітних відтінків.

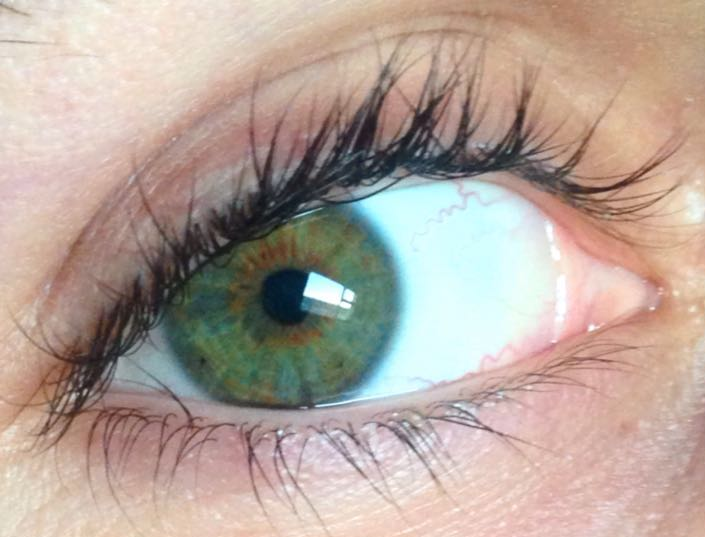
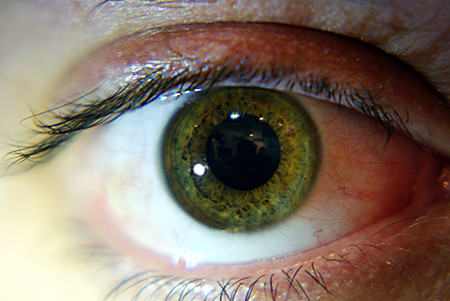
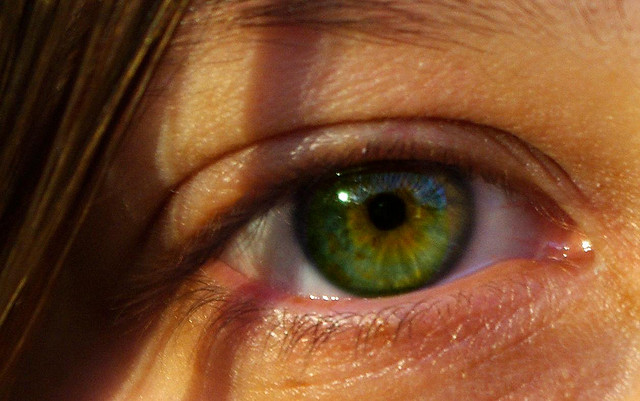
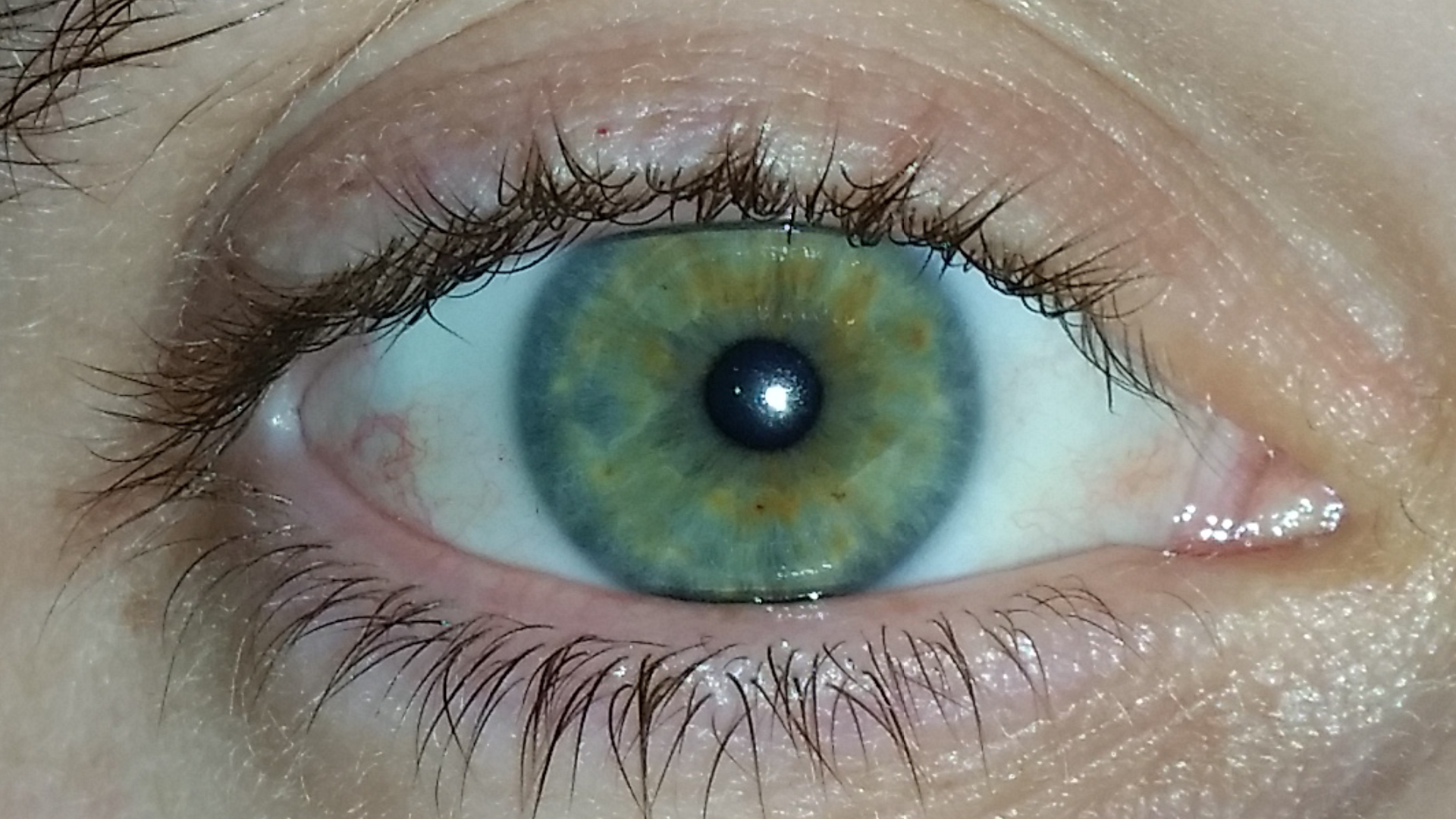
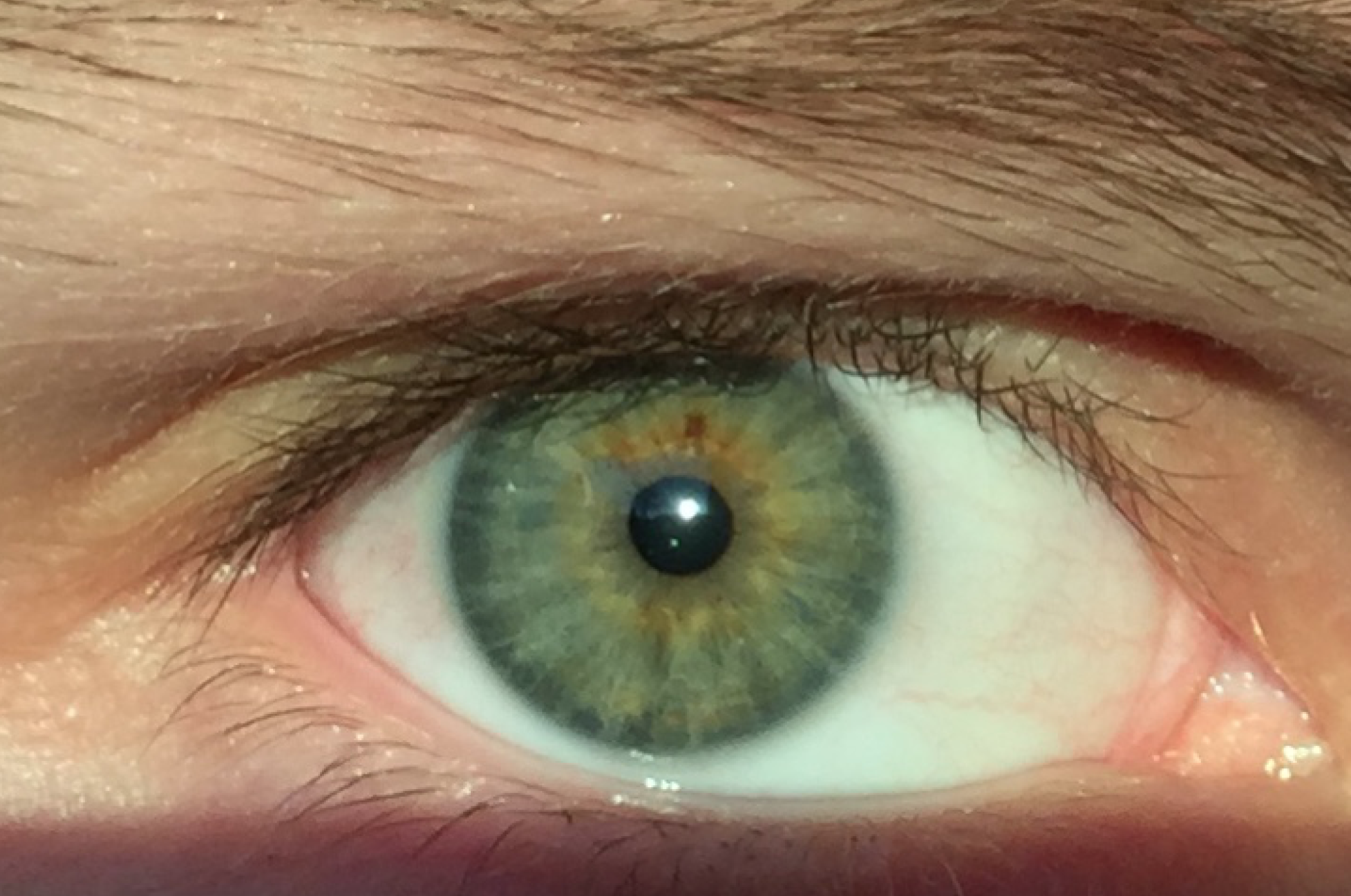
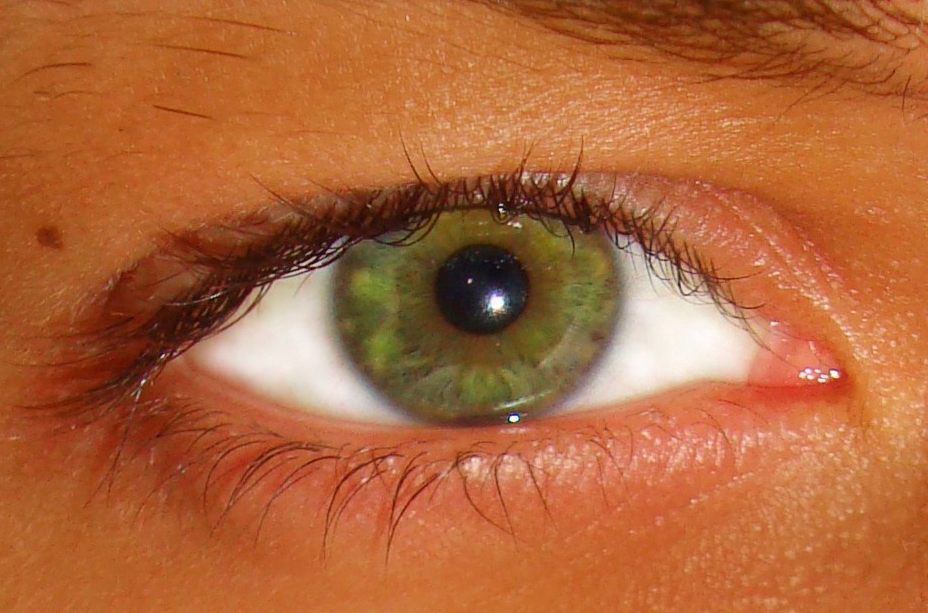
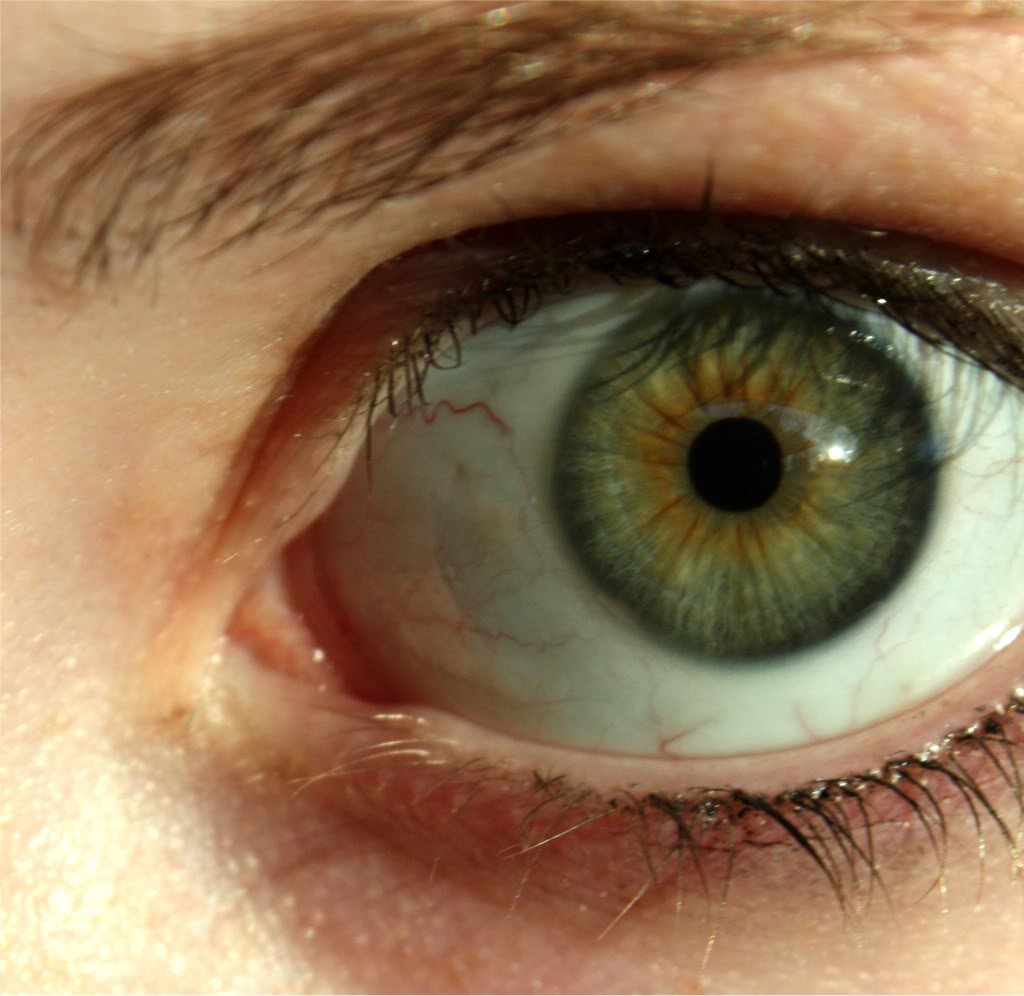
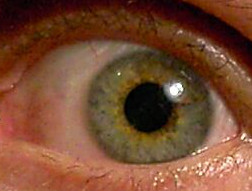
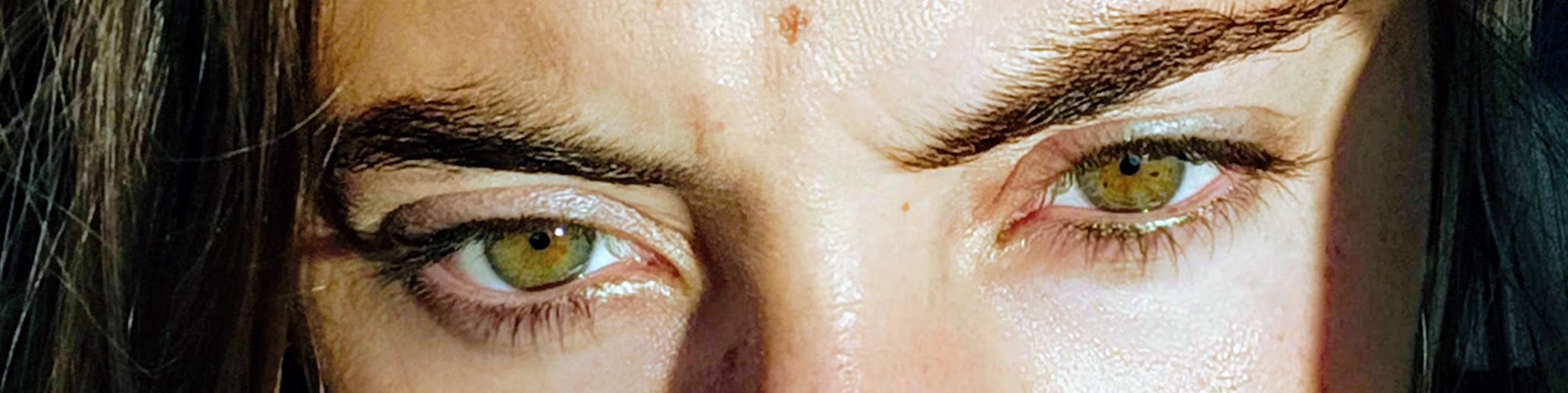
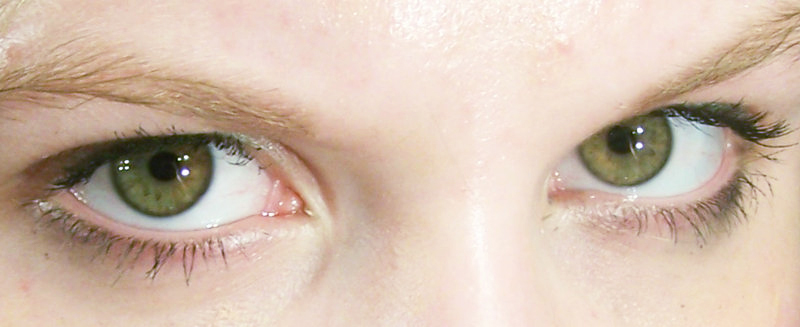
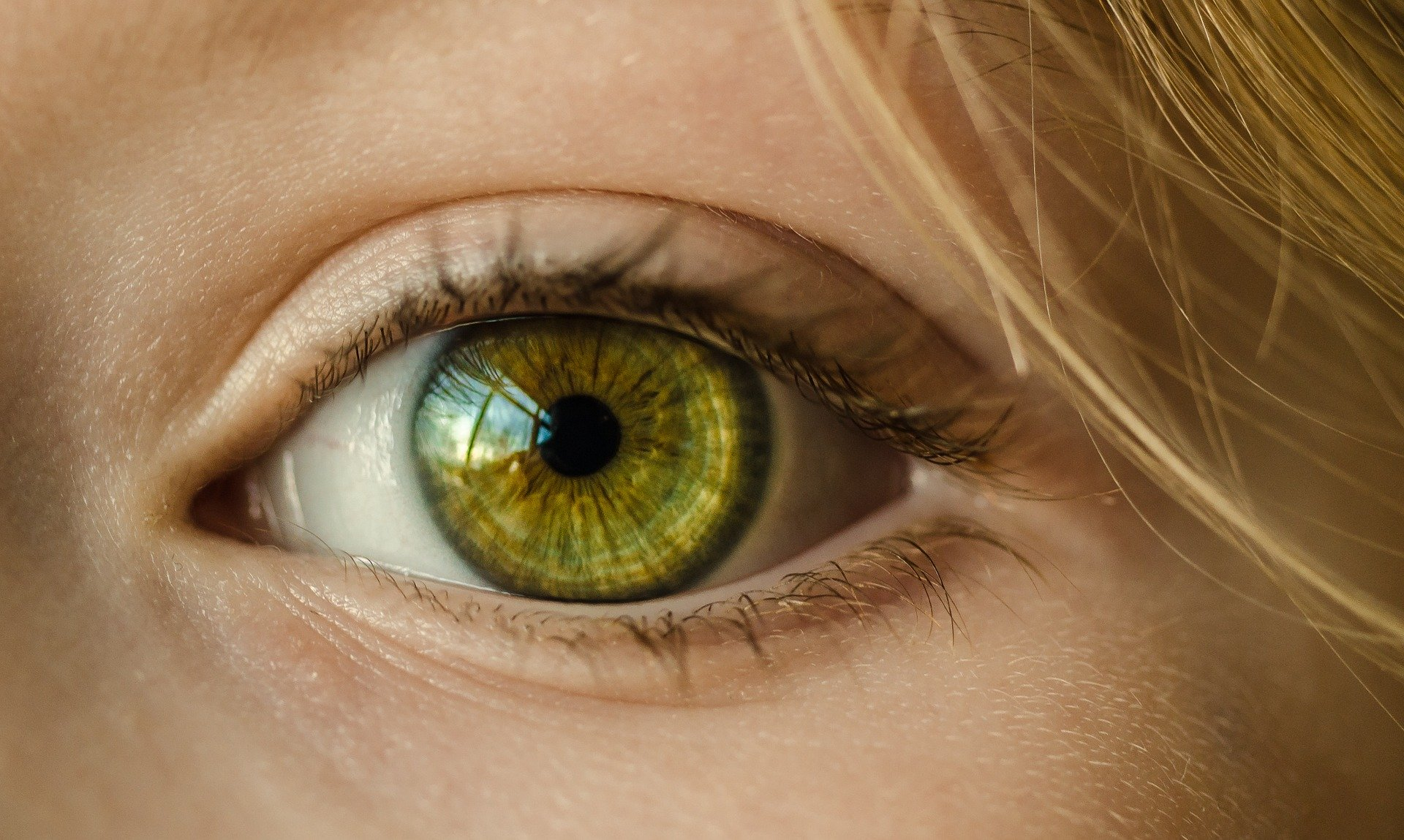

### Сірий
Визначення сірих і блакитних очей схоже, тільки у сірих щільність волокон ще вища і їх відтінок ближчий до сірого. Якщо ж щільність нижча, то колір буде сіро-блакитним. До того ж наявність меланіну або інших речовин дає невелику жовту або коричневу домішку.

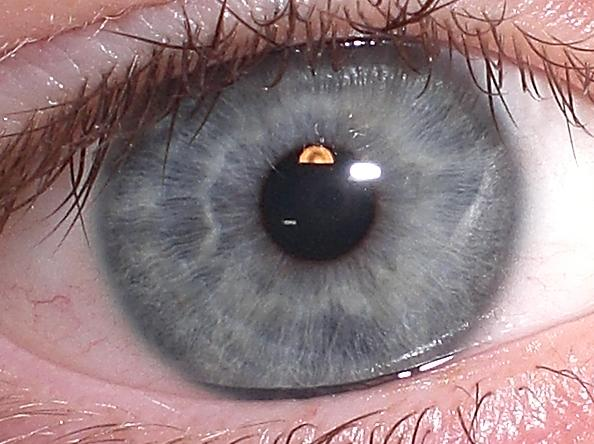
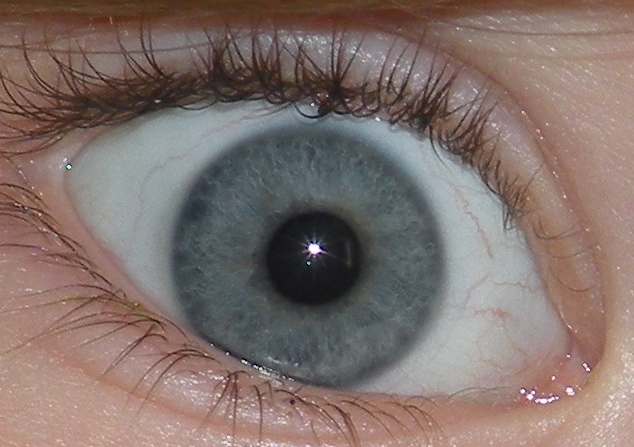
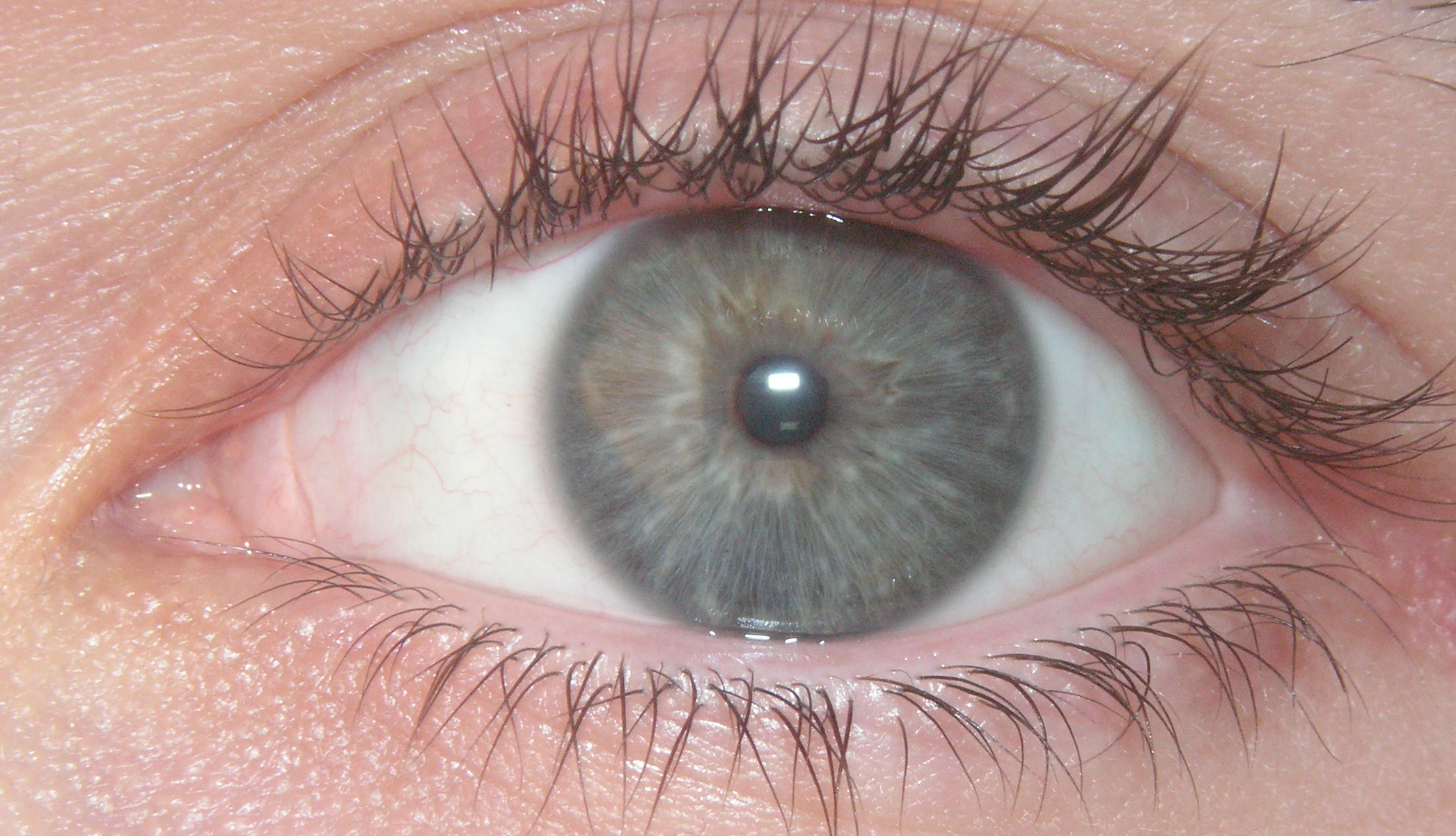
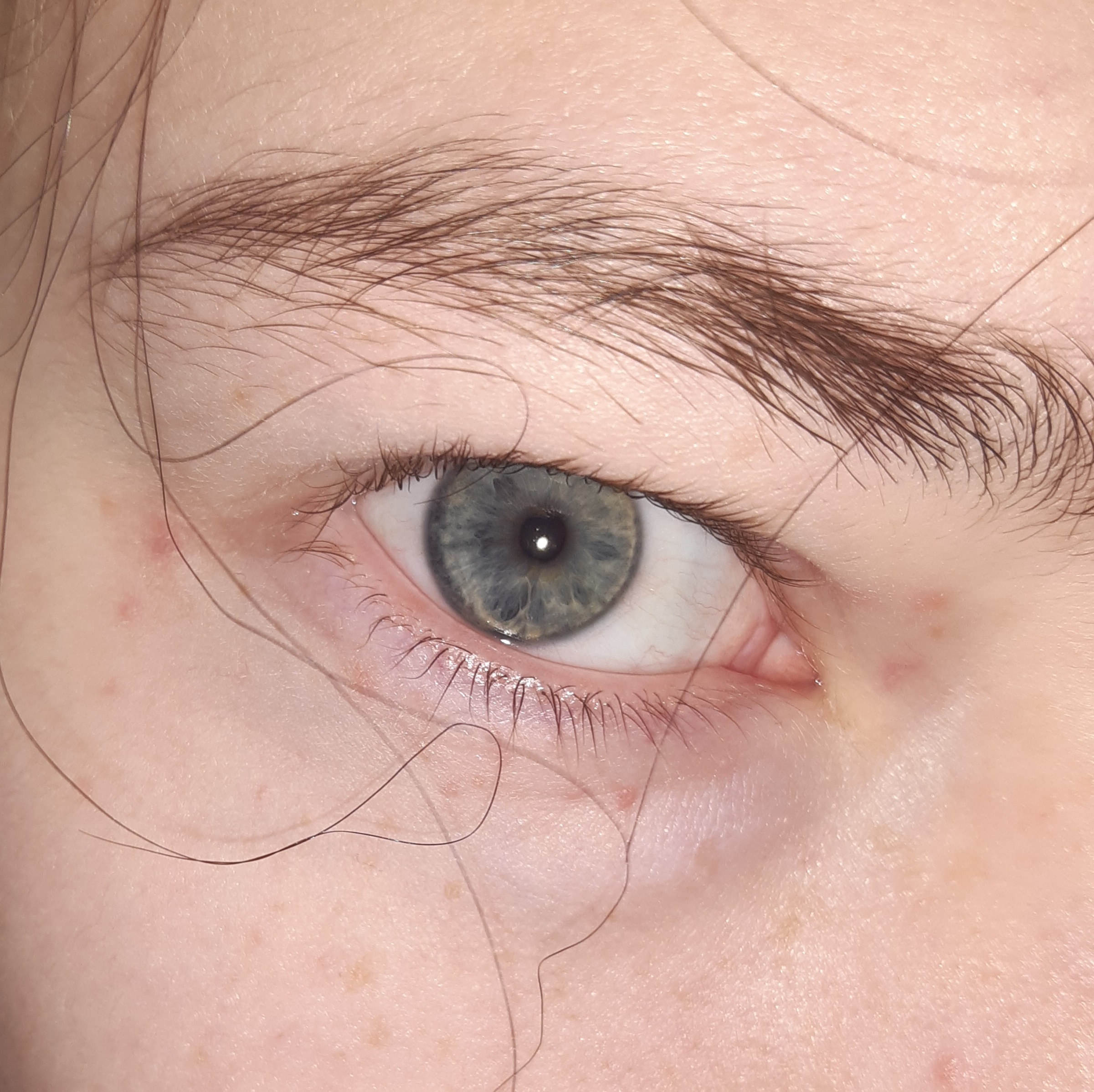
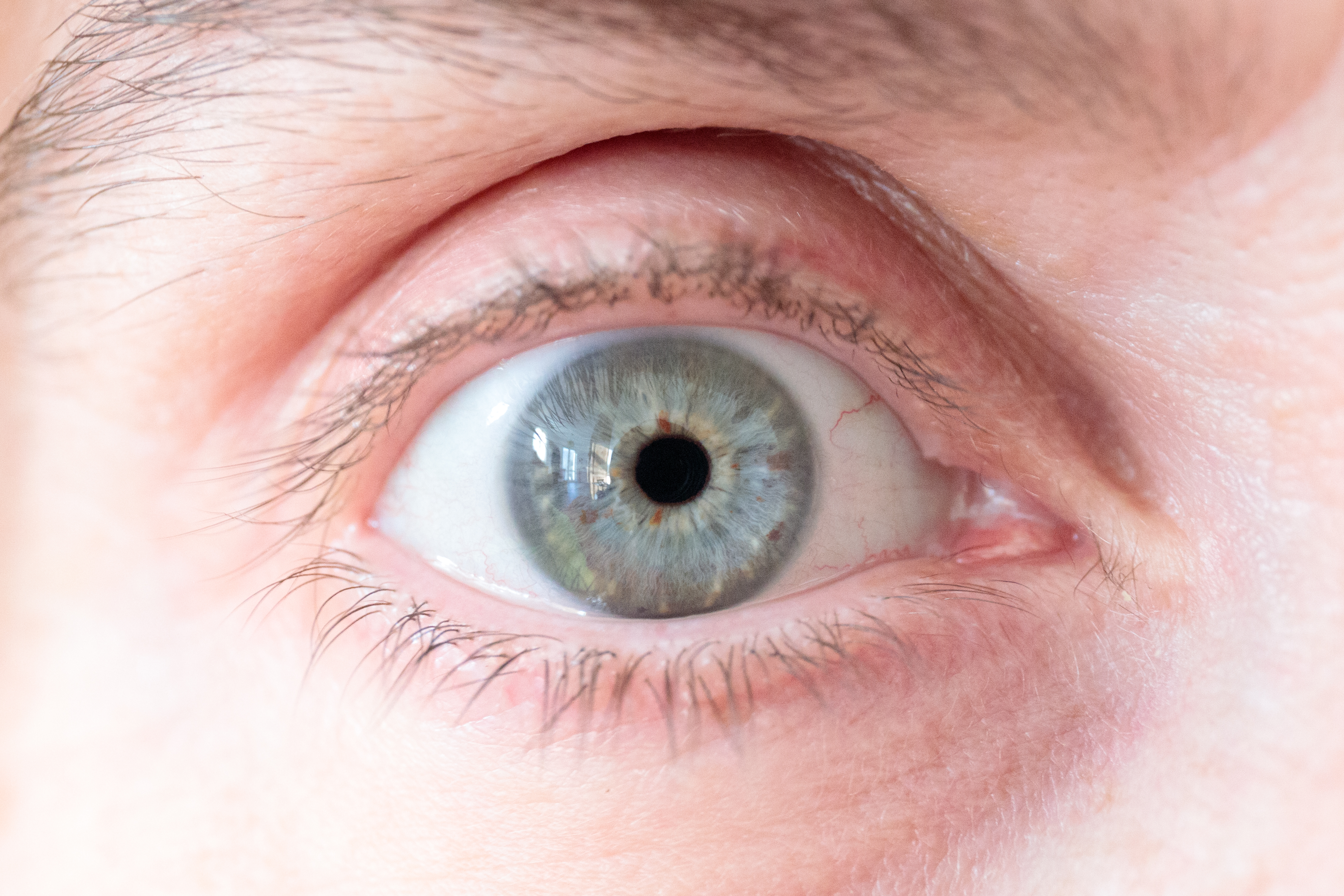
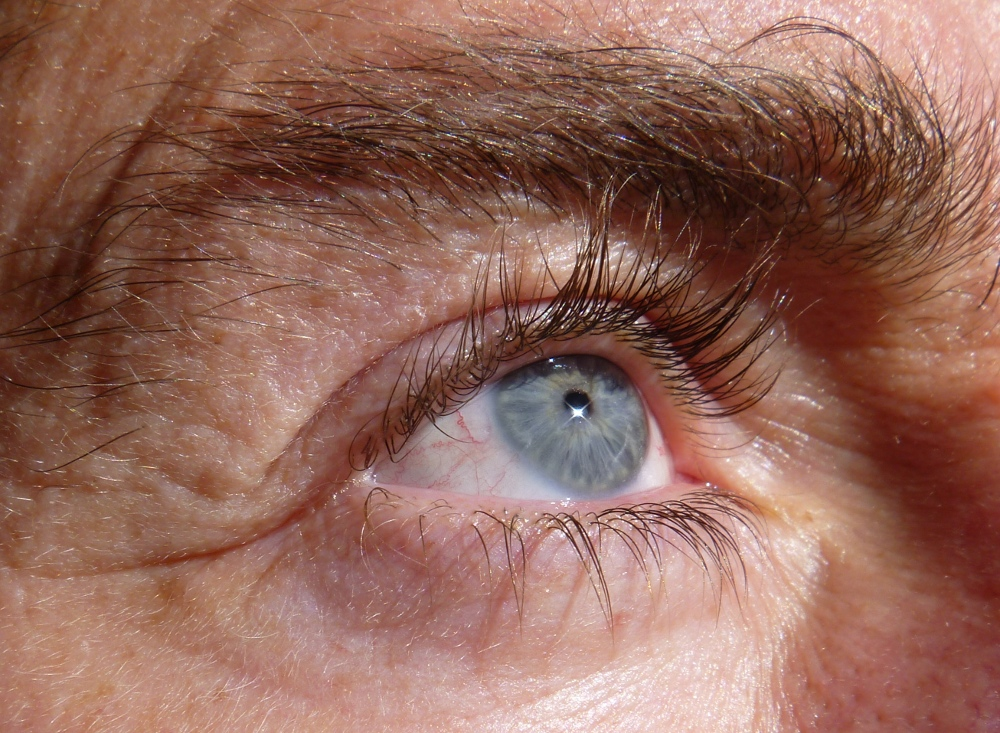
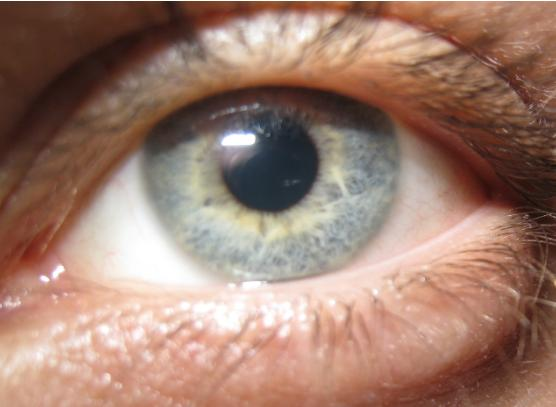
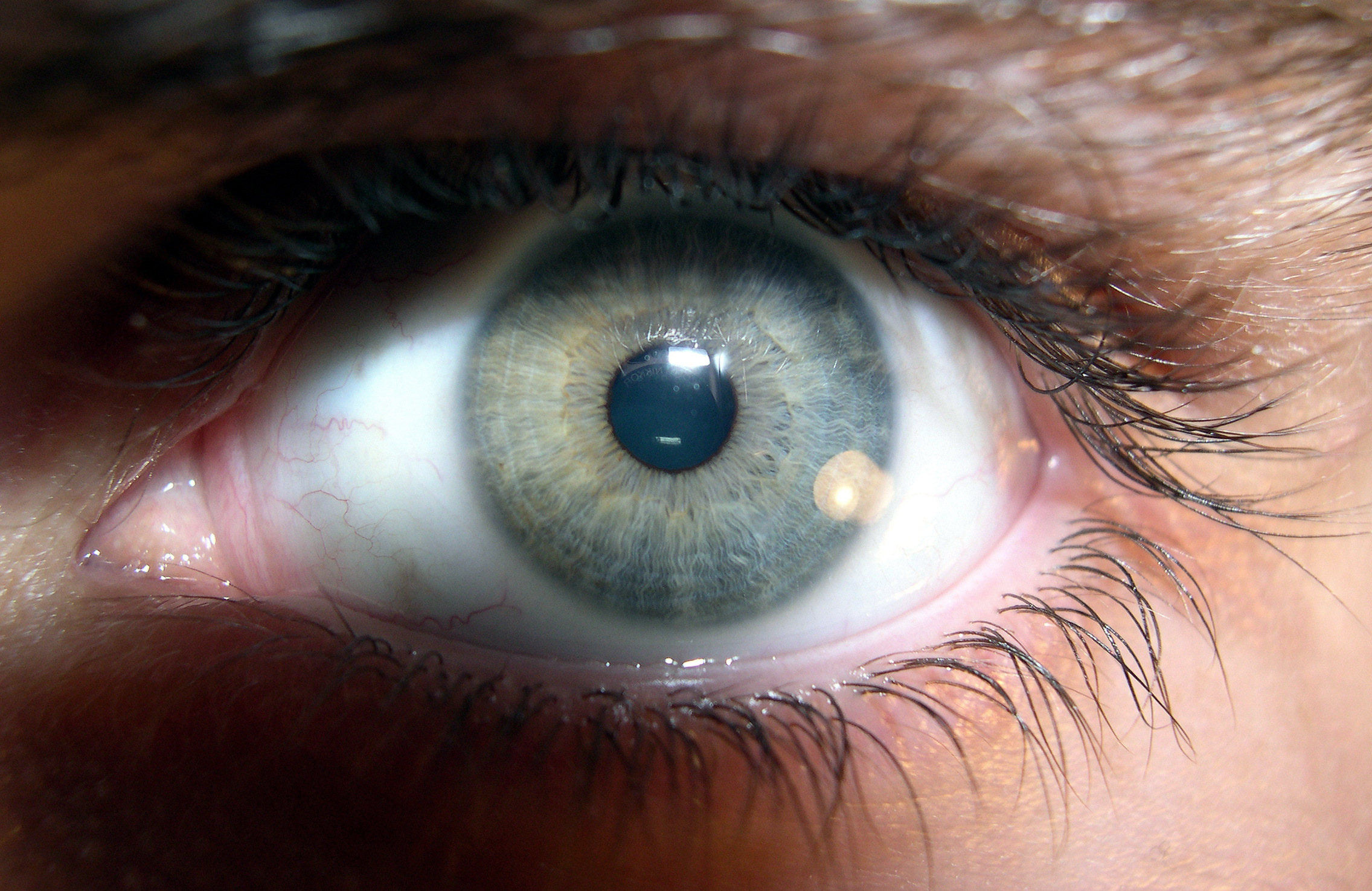
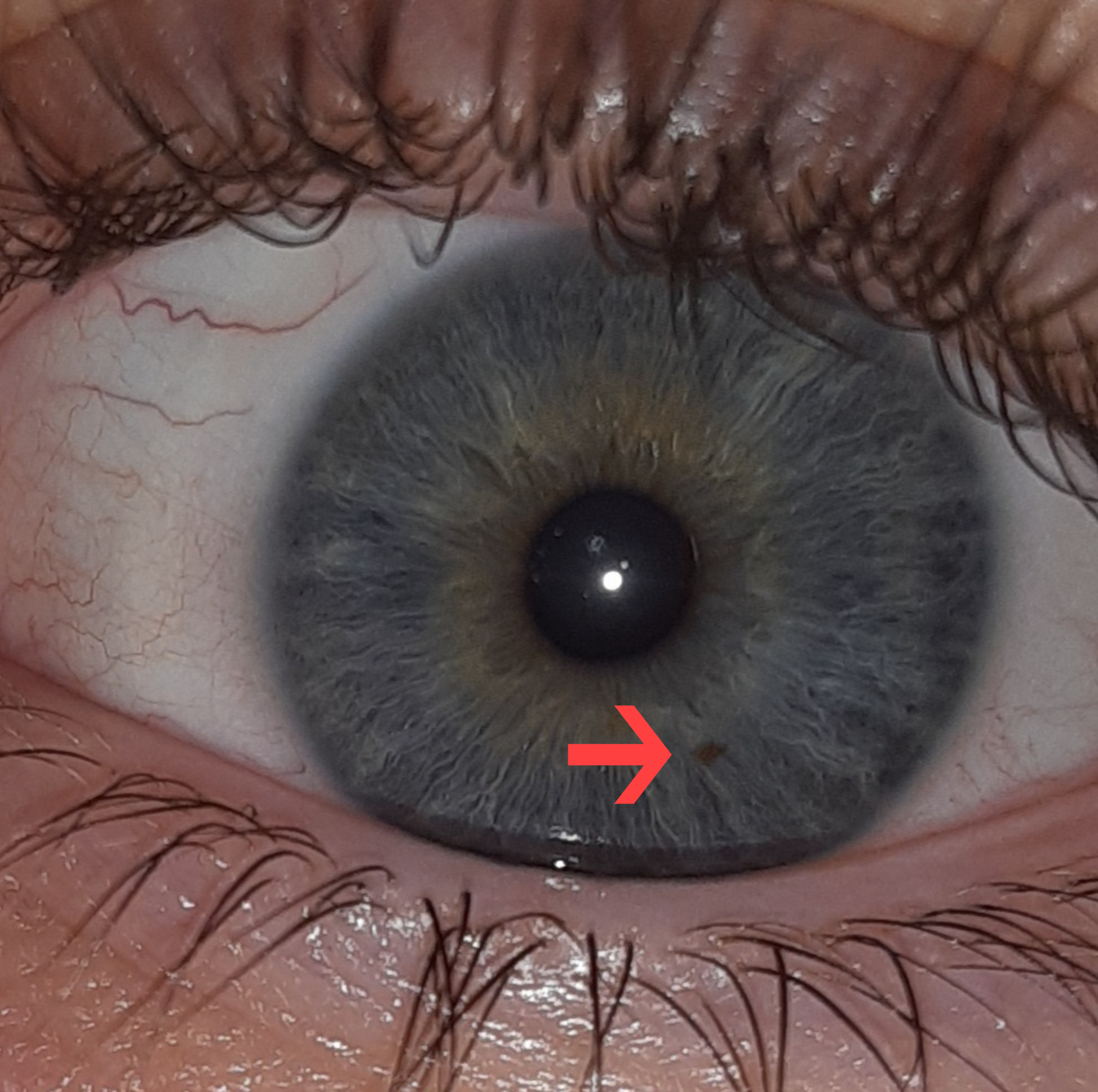
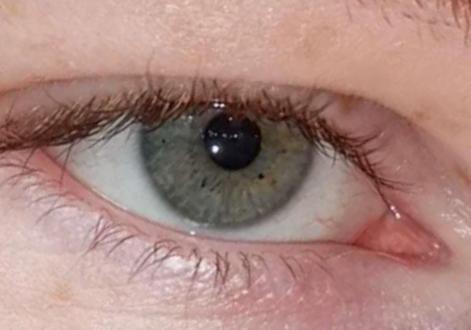
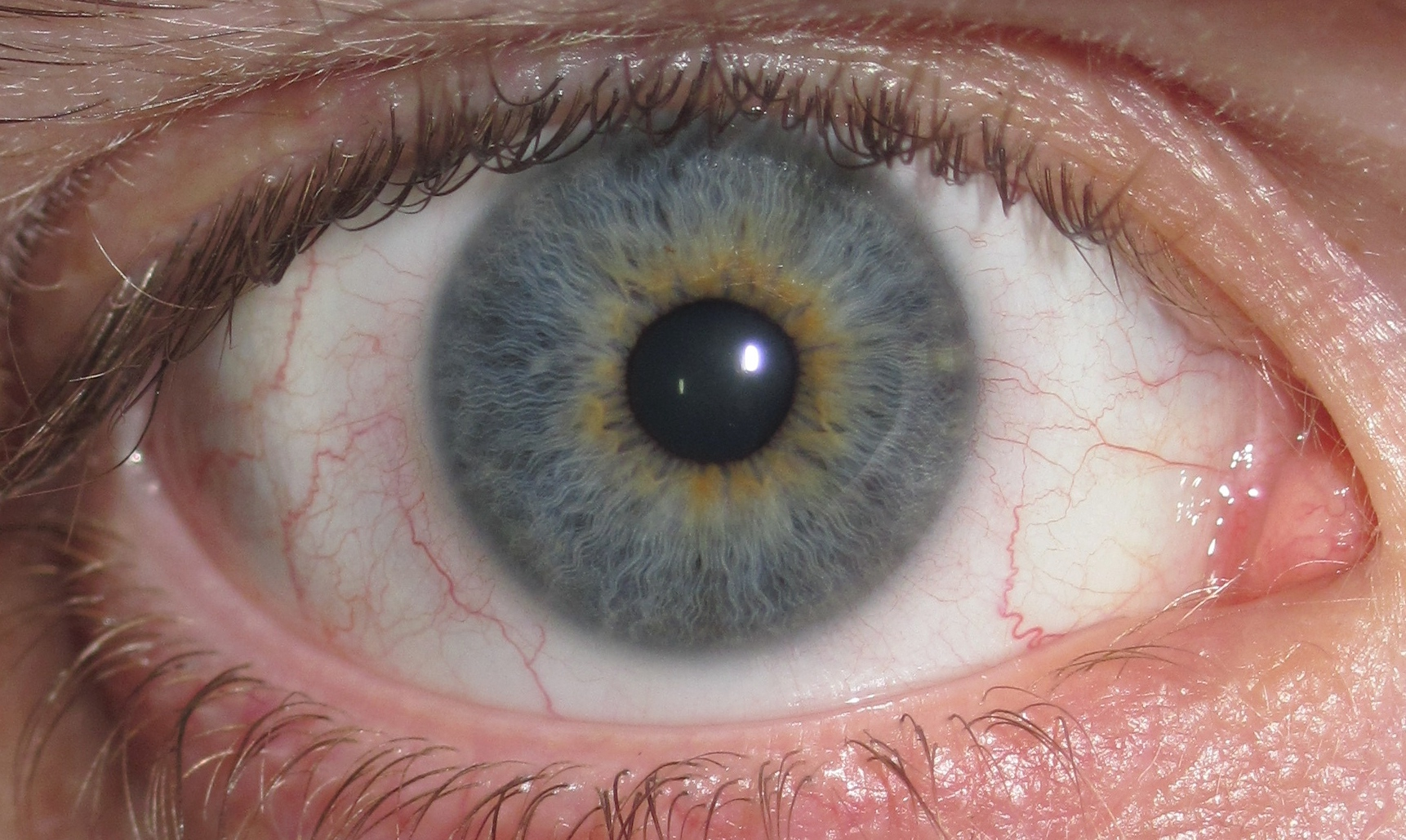
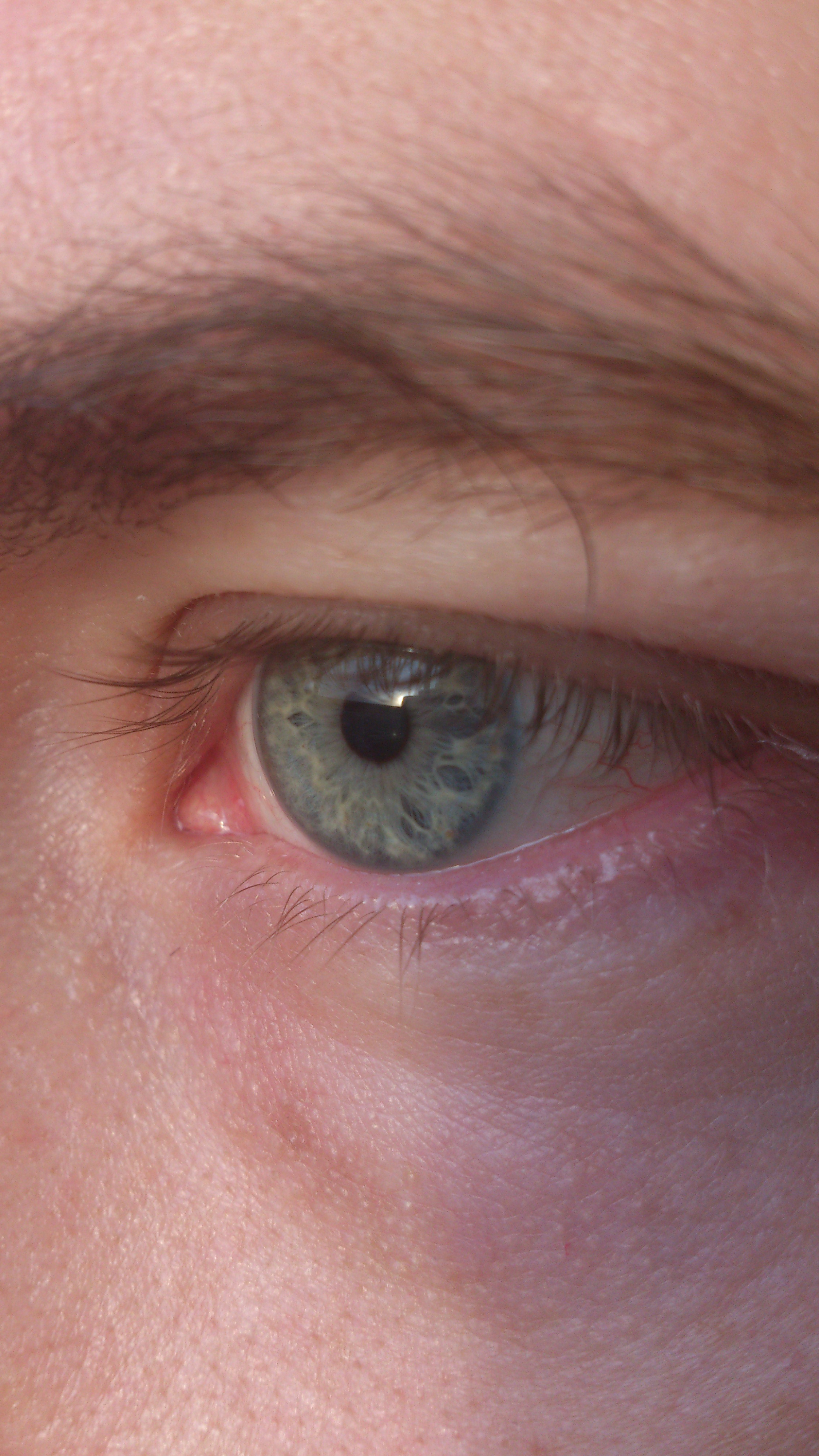
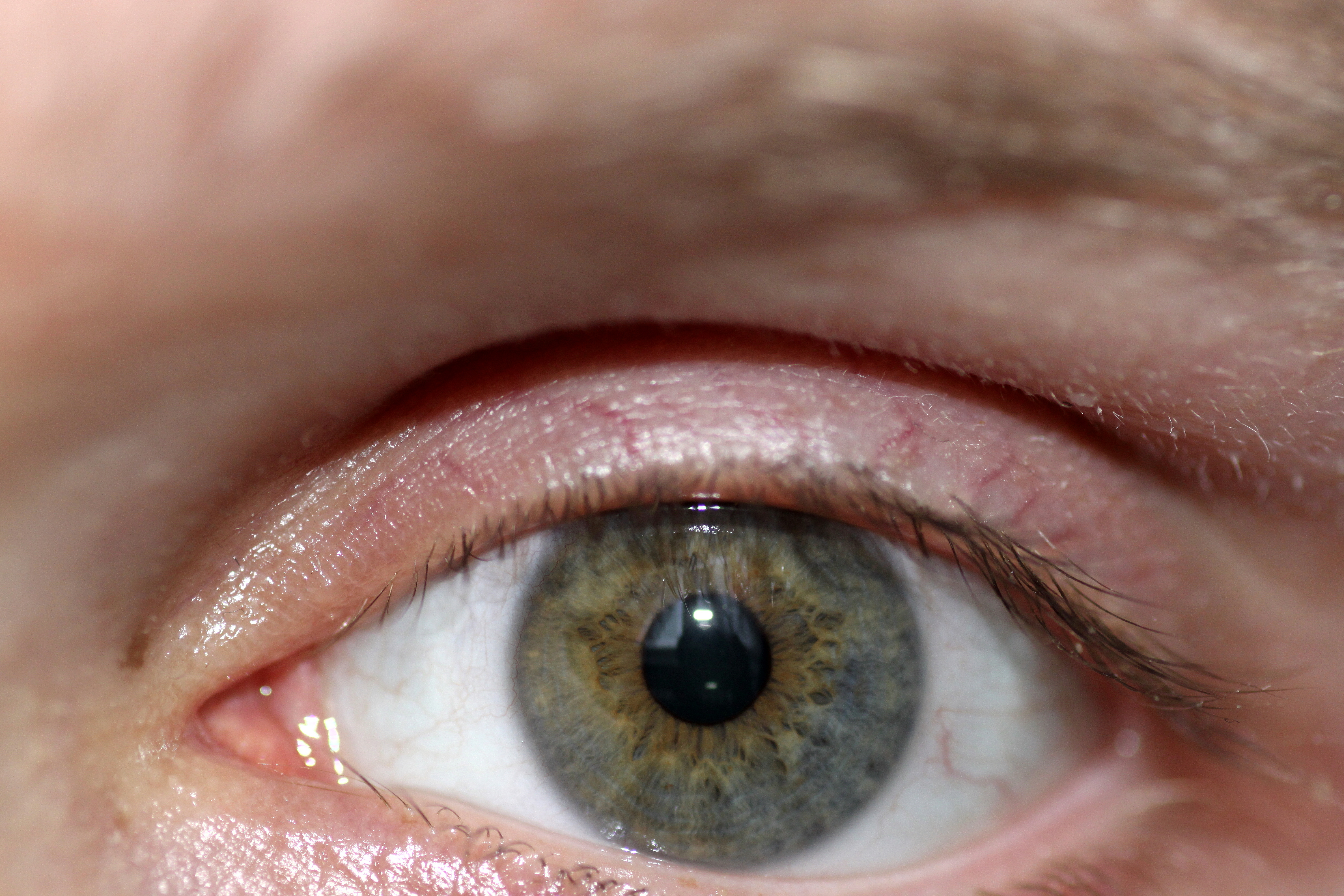
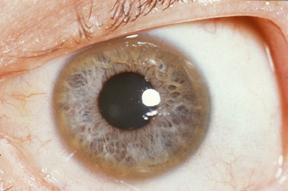

### Блакитний

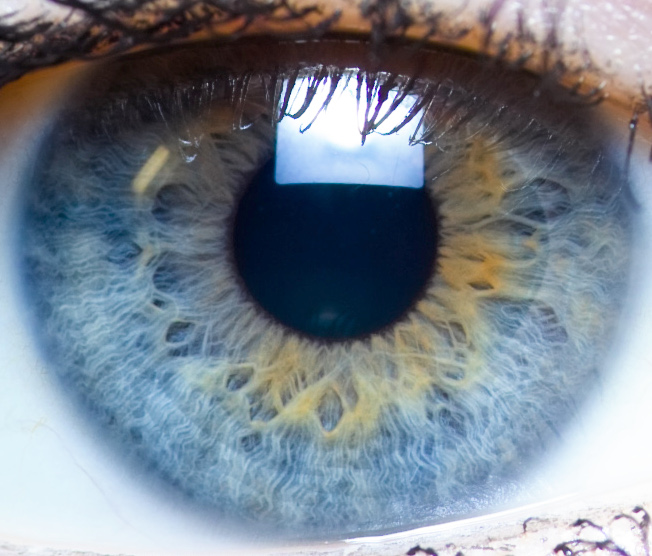
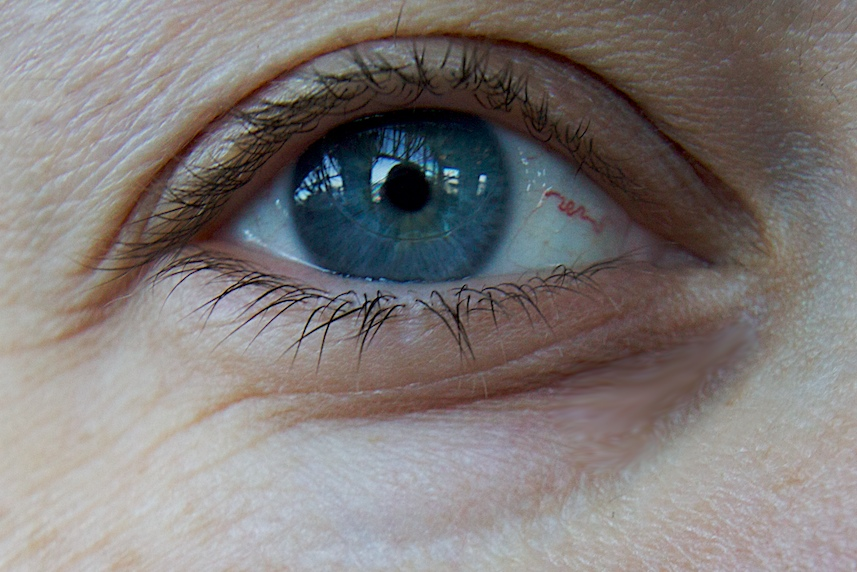
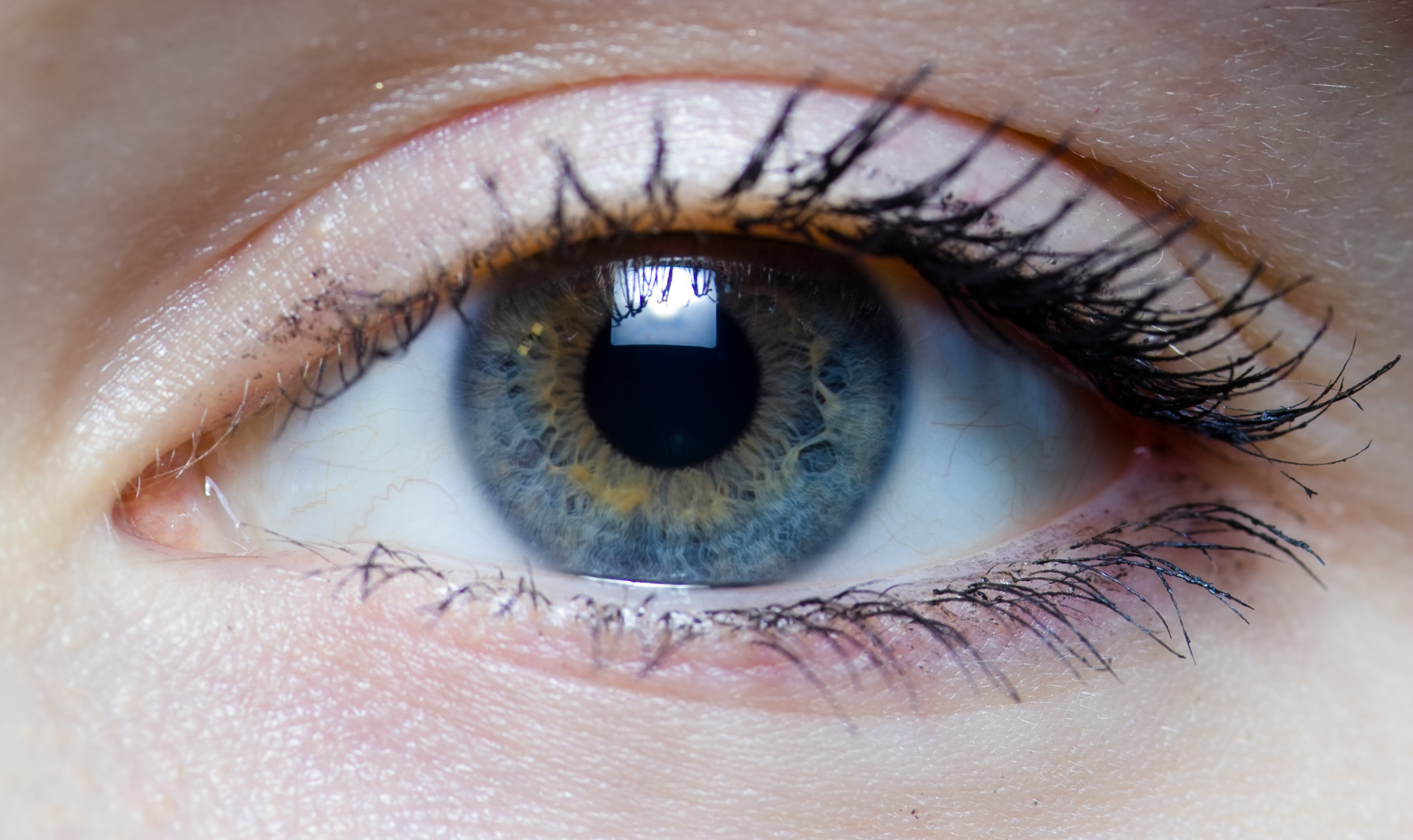
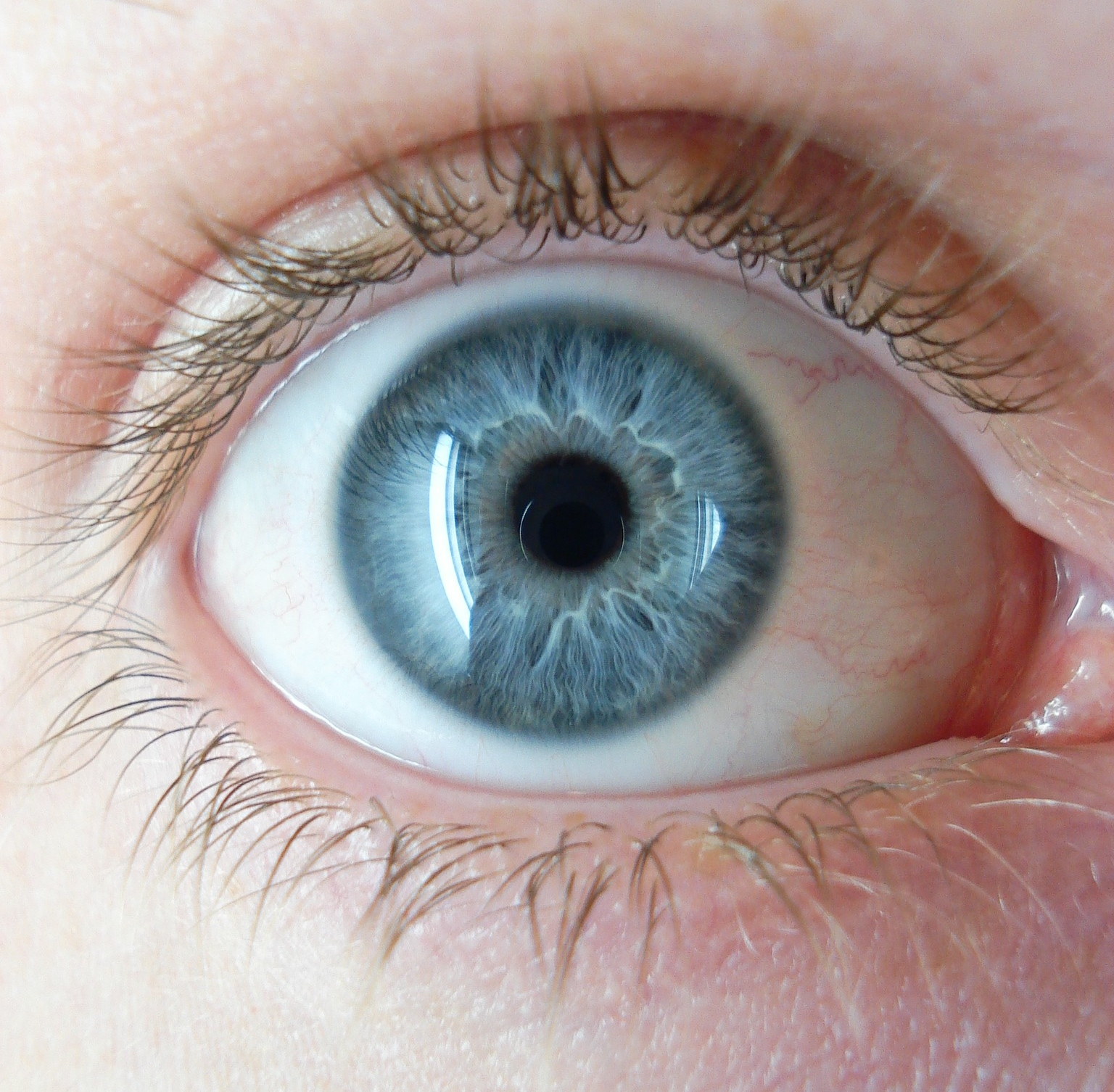
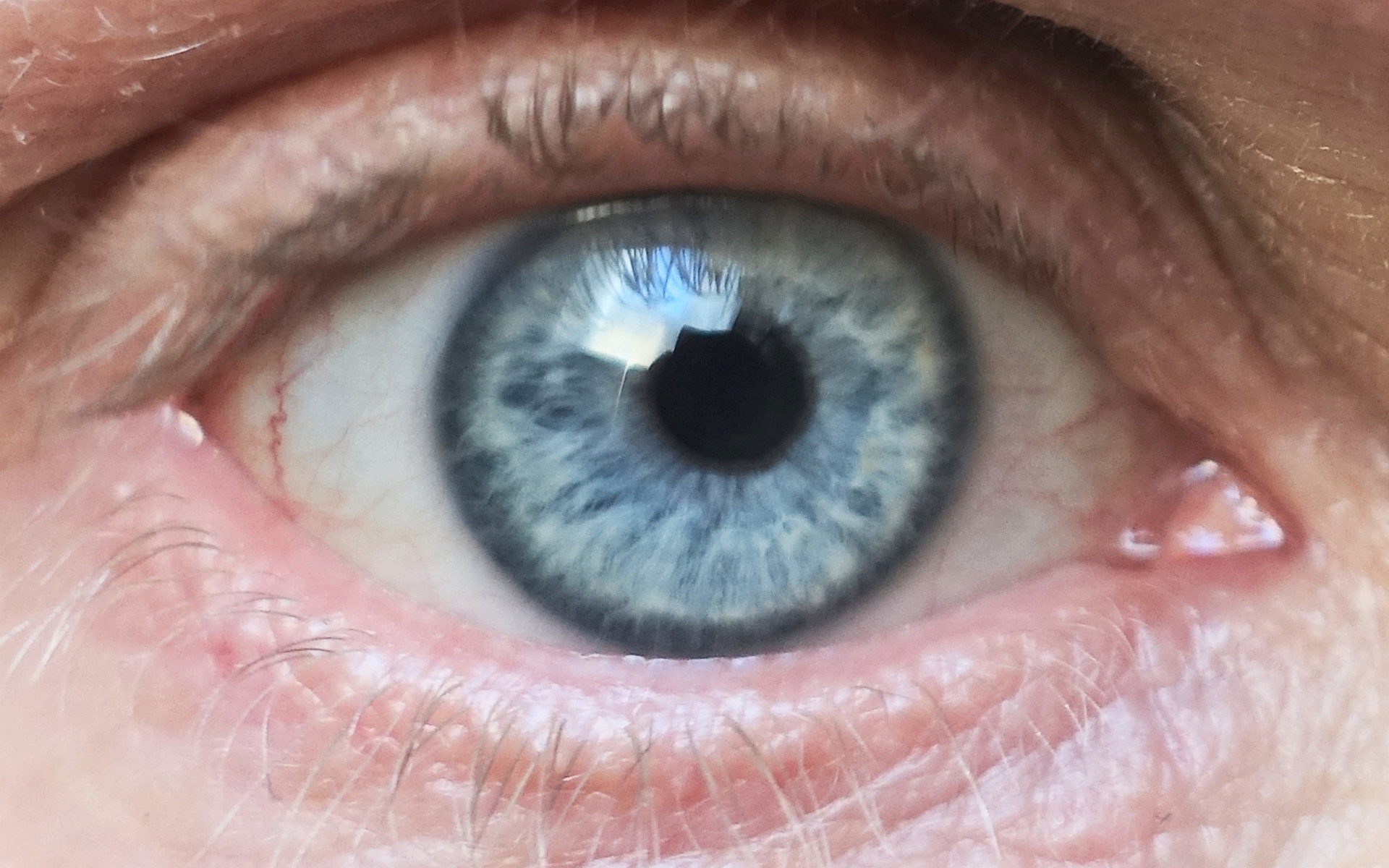
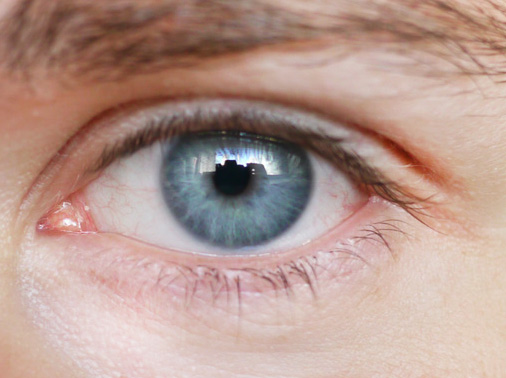
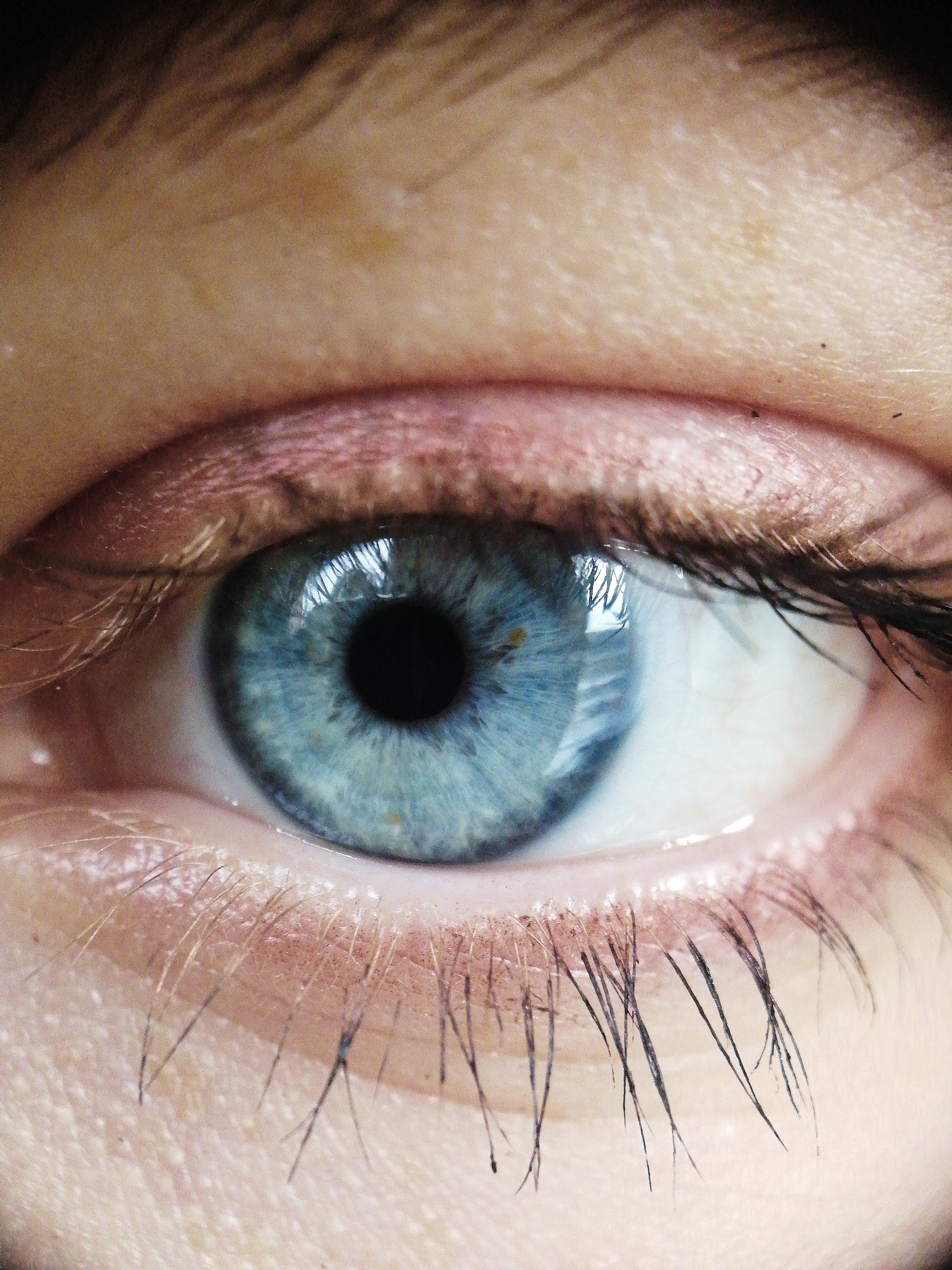
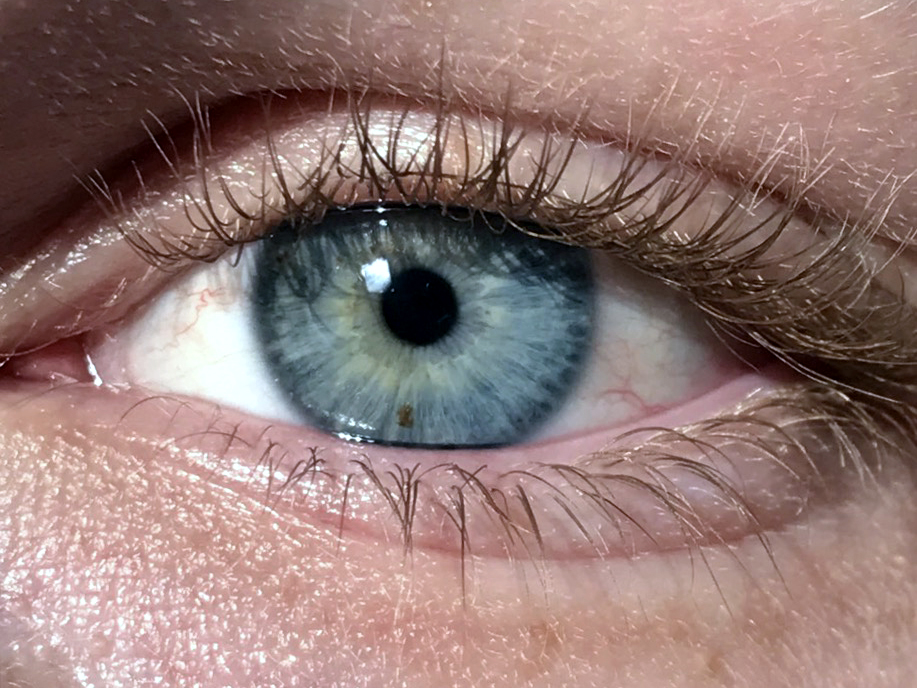
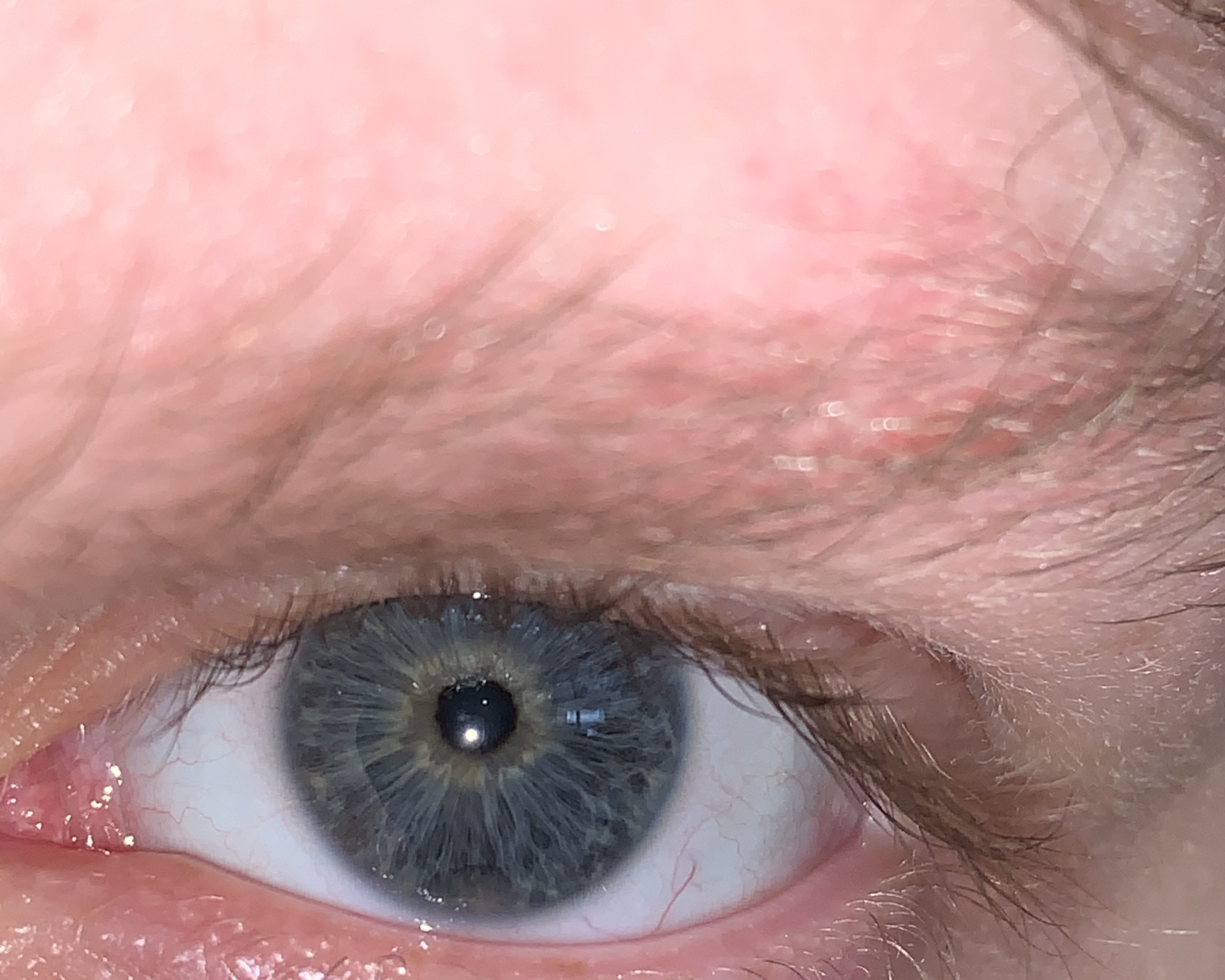
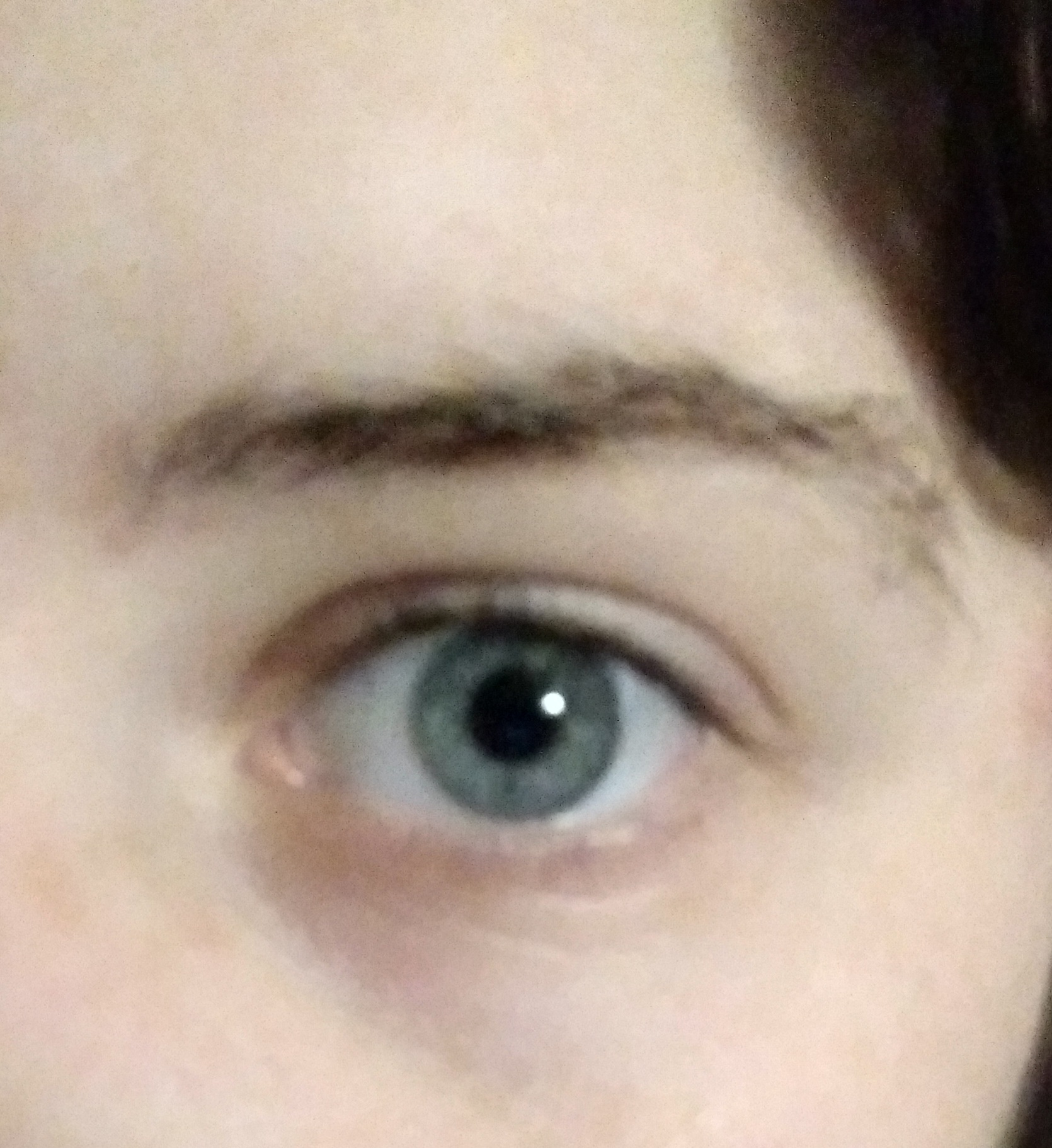
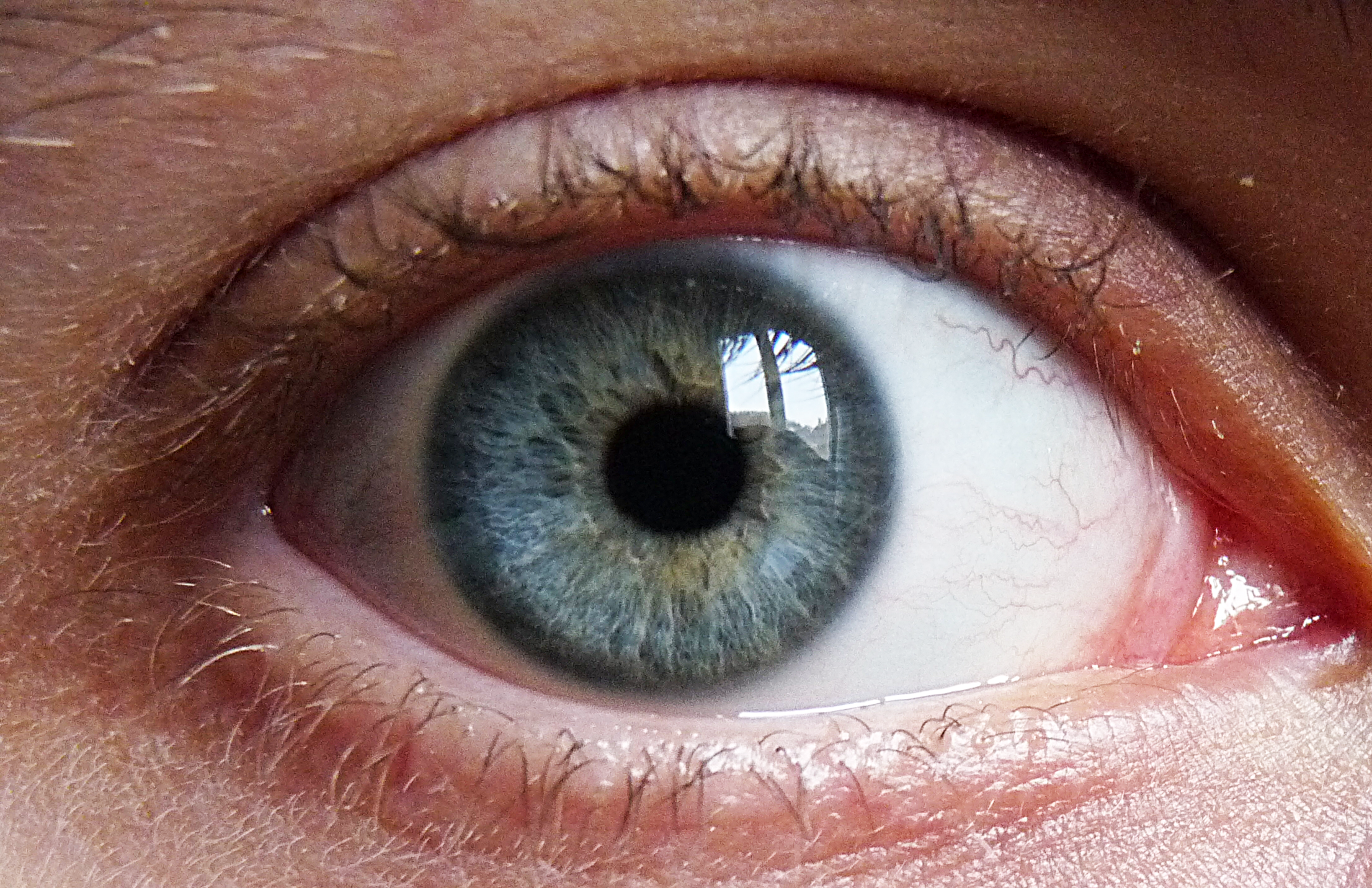
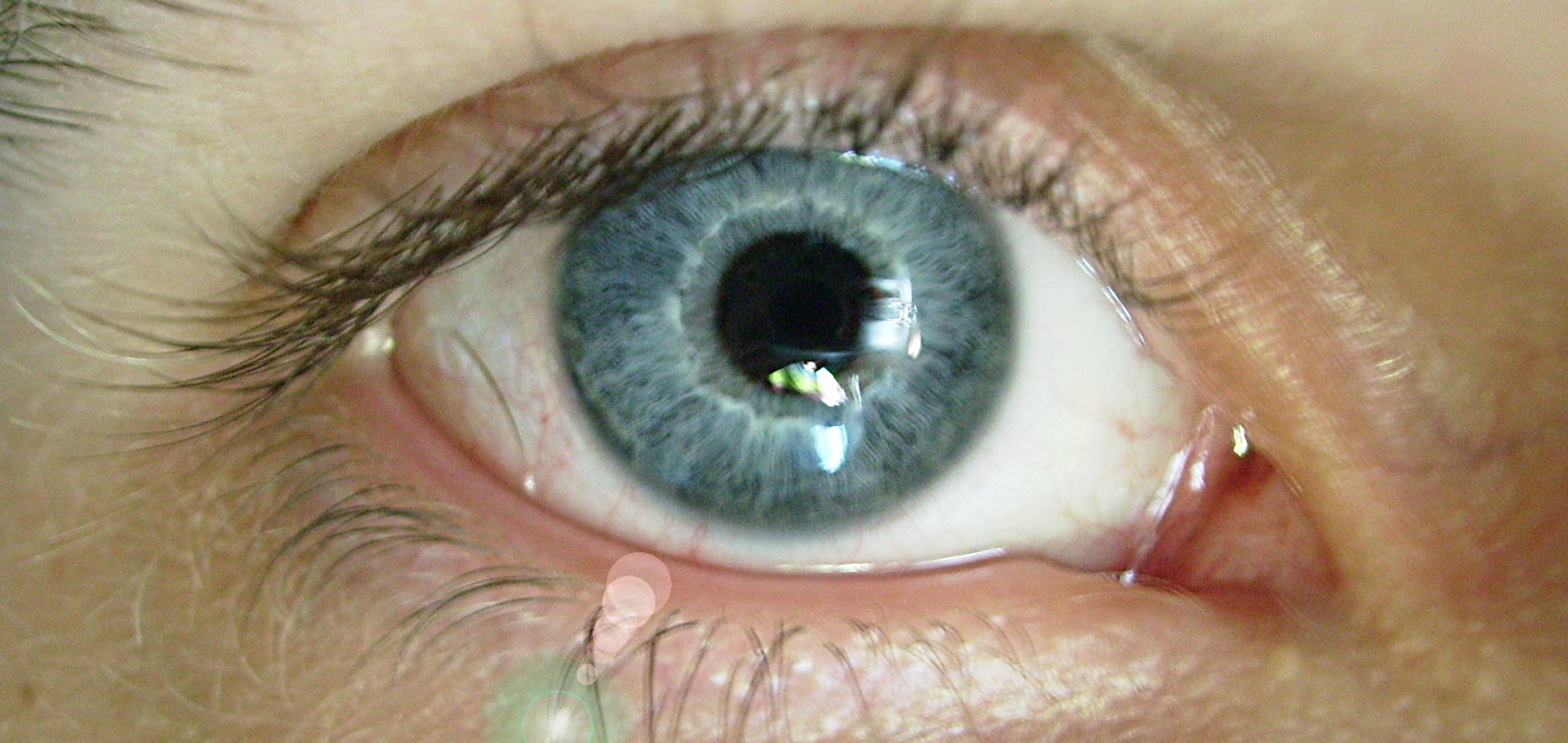
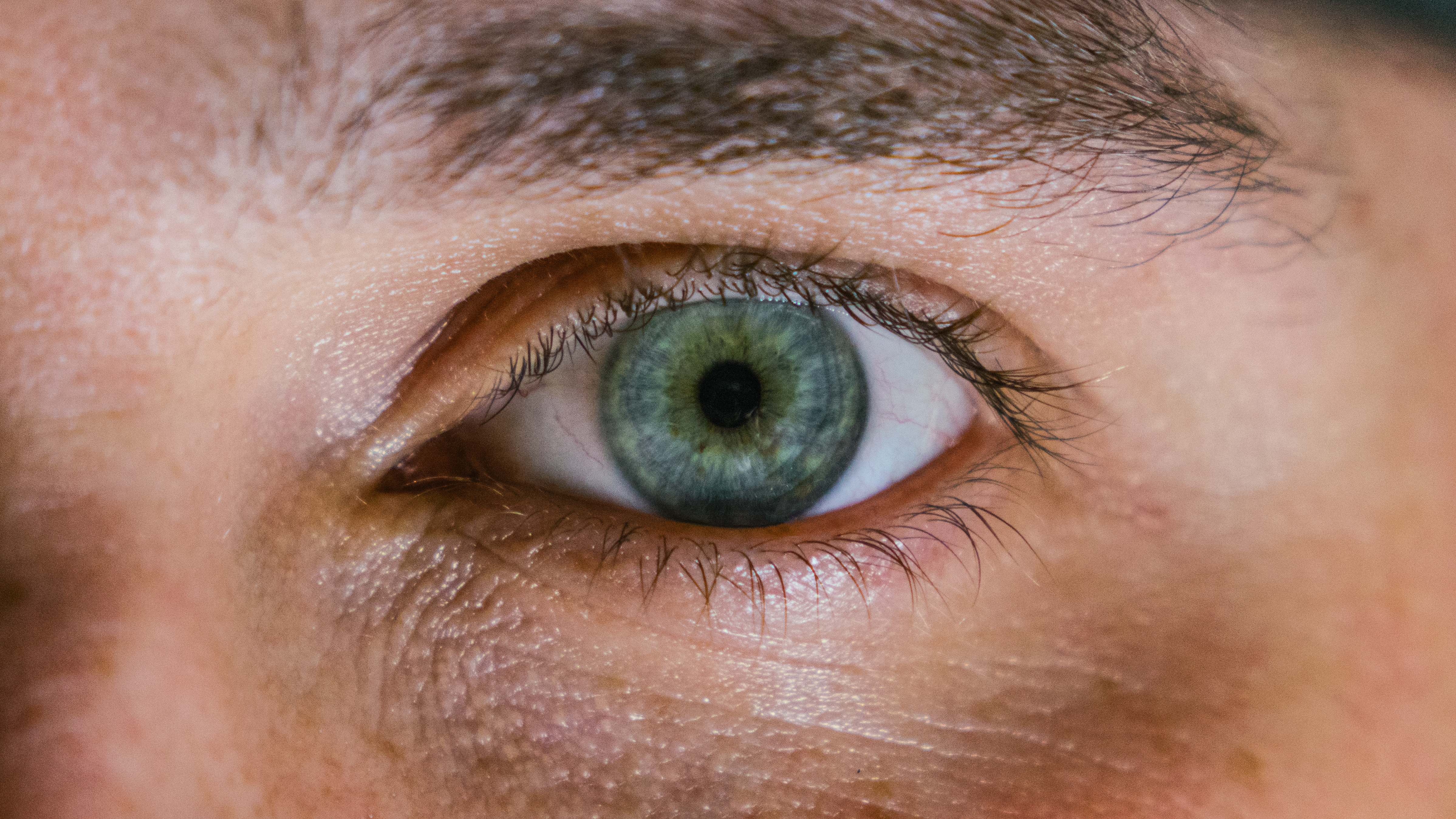
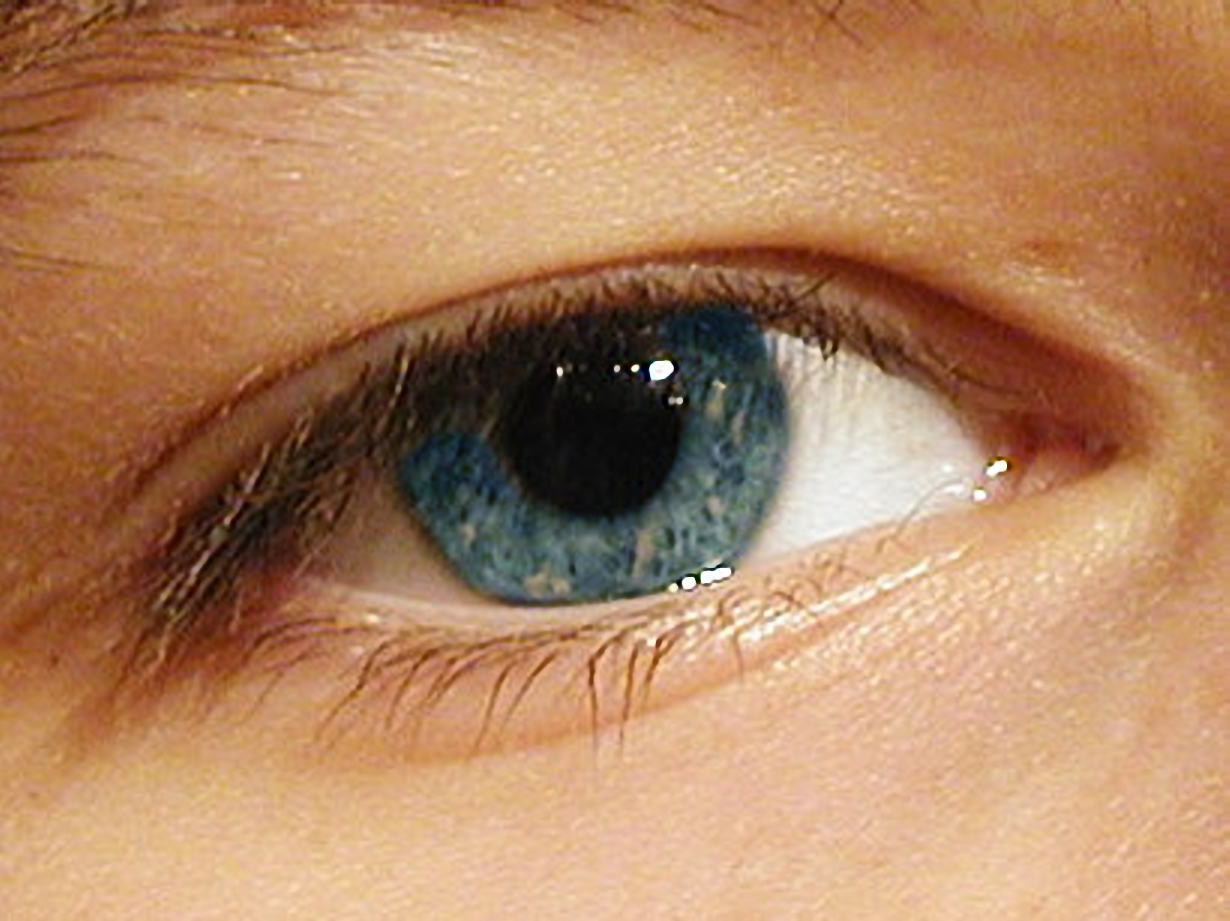
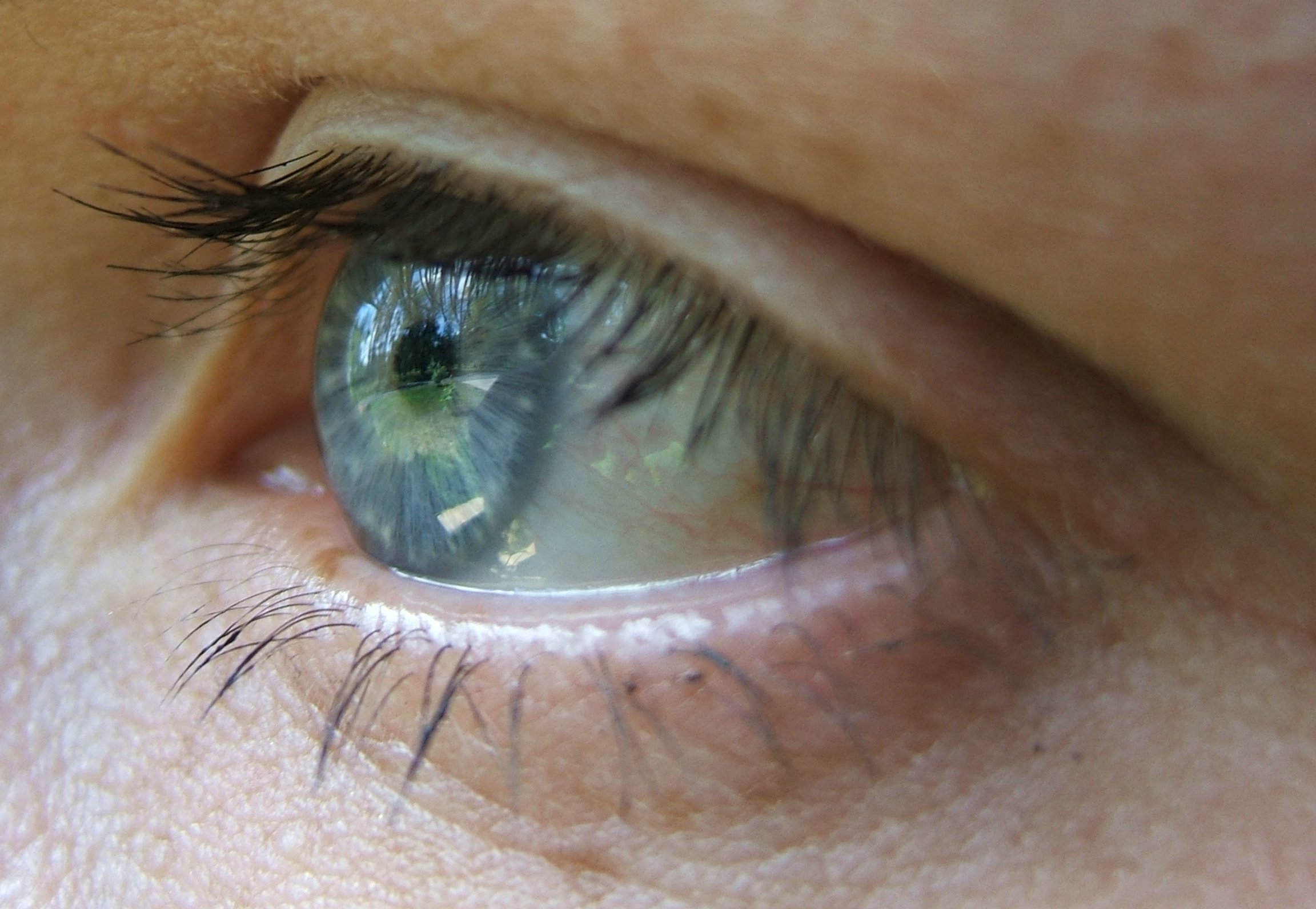

На відміну від очей синього кольору, щільність волокон зовнішнього шару вища. Оскільки вони мають білуватий або сіруватий відтінок, то колір вже не синій, а блакитний. Чим більше щільність волокон, тим світліший колір.

Блакитний колір очей — це результат мутації в гені HERC2, через яку у людей з таким геном знижена вироблення меланіну у райдужній оболонці ока. Виникла ця мутація приблизно 6-10 тис. років тому. У всіх блакитнооких людей був один спільний предок, який мешкав десь на території прабатьківщини європейців, за часів не пізніше початку Трипільської культури.

### Синій

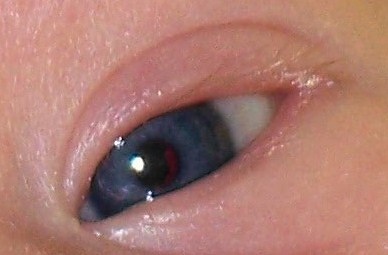
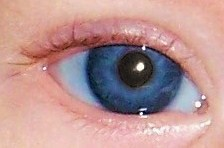
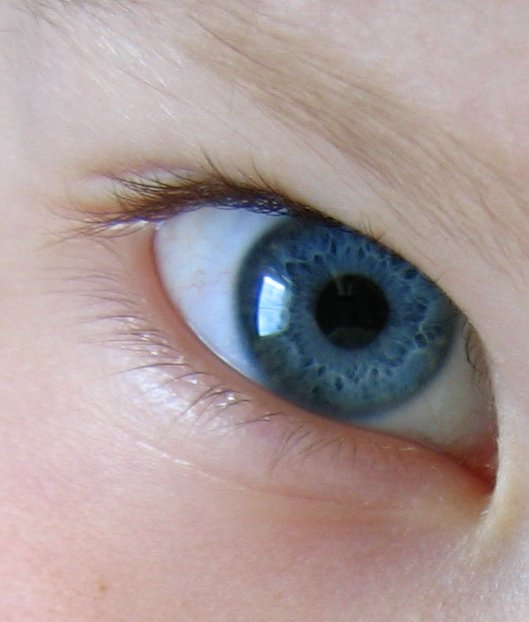
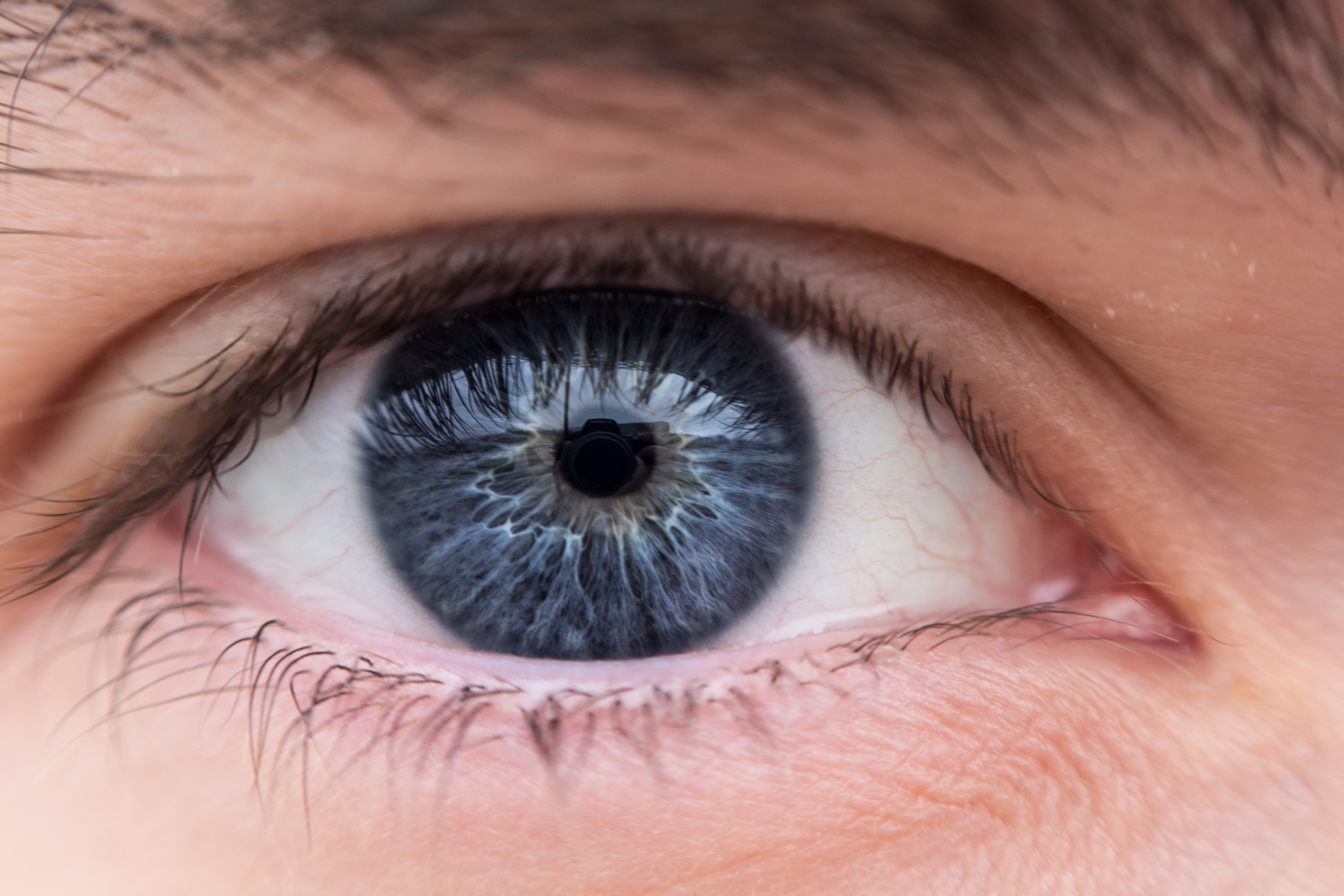
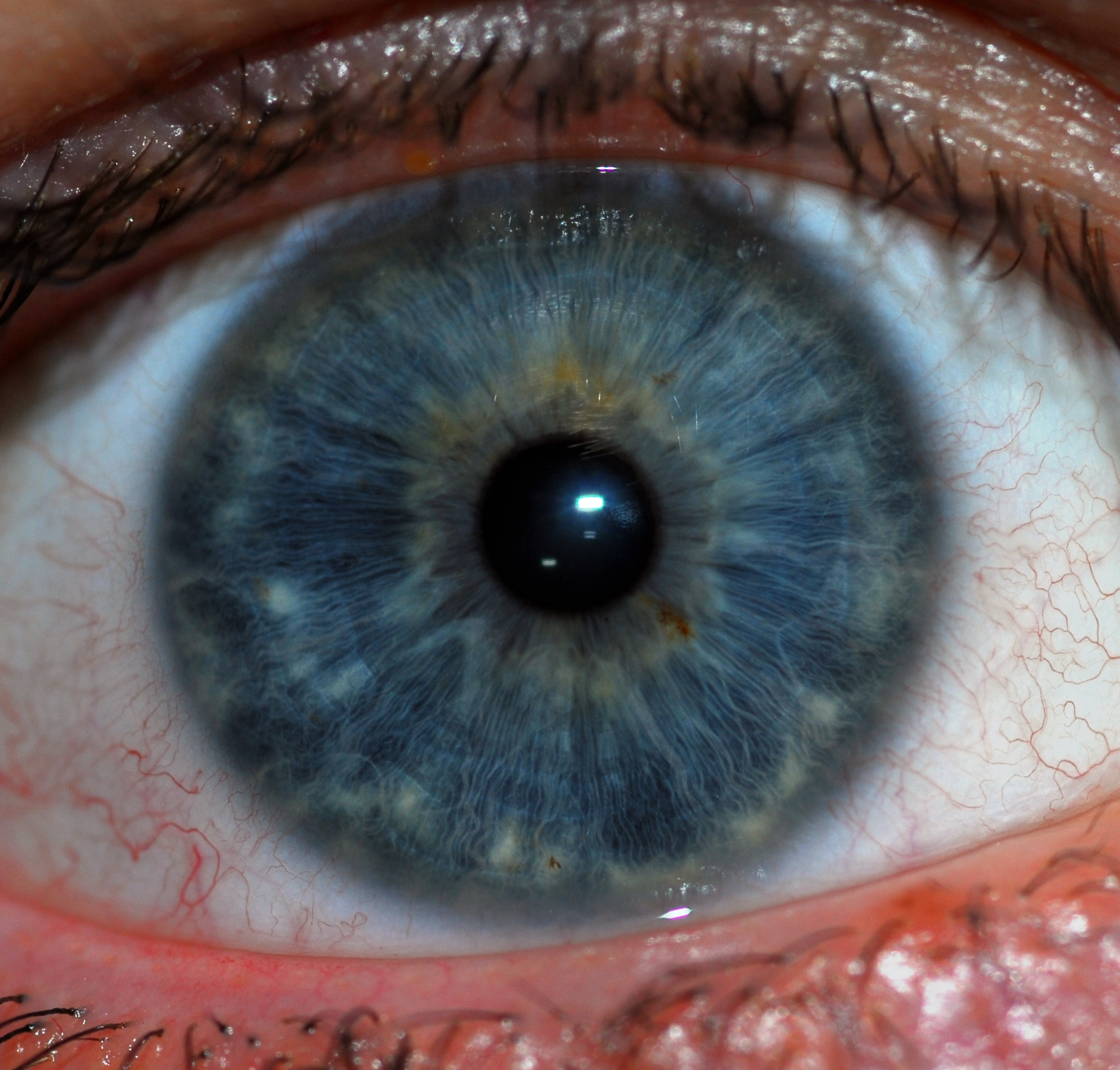
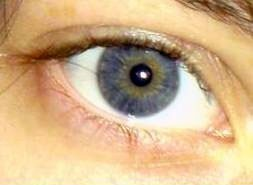

Ектодермальний шар відрізняється темно-синім кольором. Якщо волокна зовнішнього шару райдужної оболонки відрізняються малою щільністю і малим вмістом меланіну, то низькочастотне світло поглинається заднім шаром, а високочастотне — відбивається від нього, тому очі виглядають синіми.

### Червоний
Червоний колір очей зустрічається тільки в альбіносів. Він пов'язаний з відсутністю в райдужній оболонці меланіну, тому визначається кров'ю в судинах райдужної оболонки.

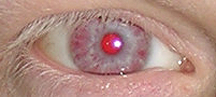
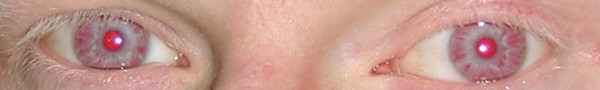

### Гетерохромія
Різниця в забарвленні райдужних оболонок очей називається гетерохромією. Вона може бути повною — тоді, очі різняться кольором або частковою, тоді тільки частина райдужки відрізняється від решти кольором.

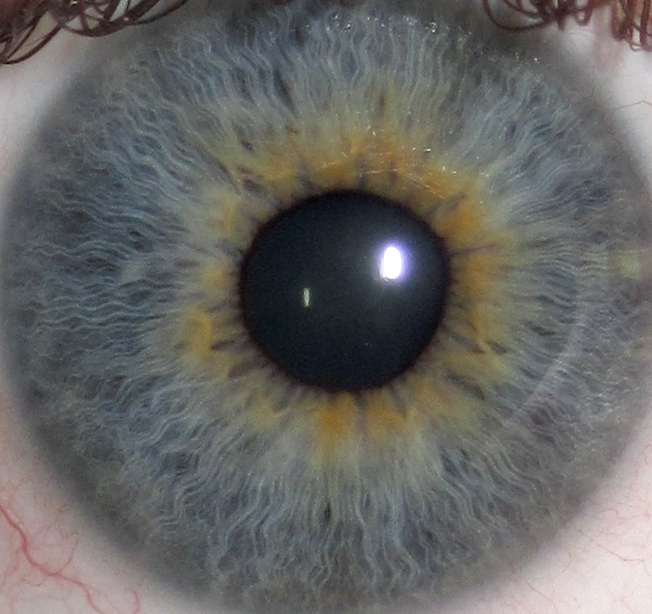
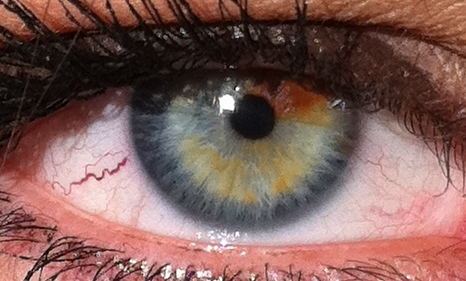
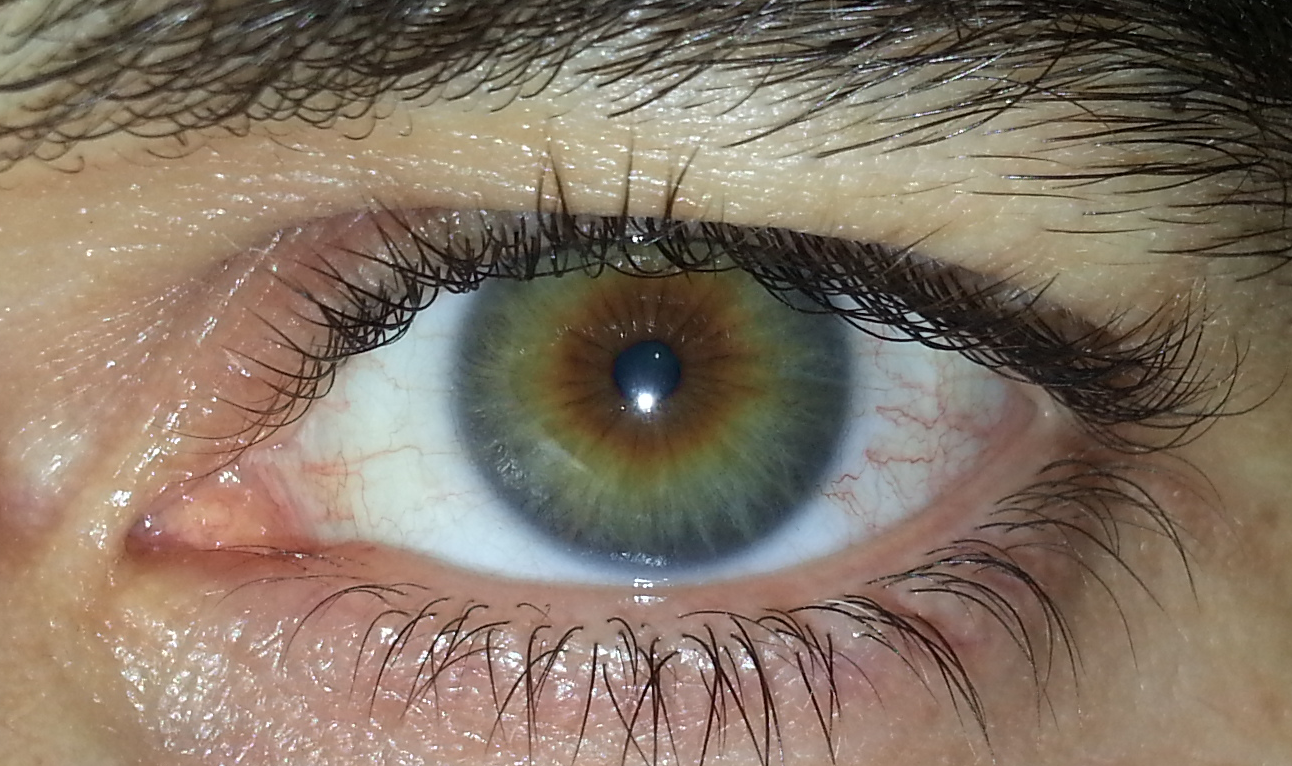
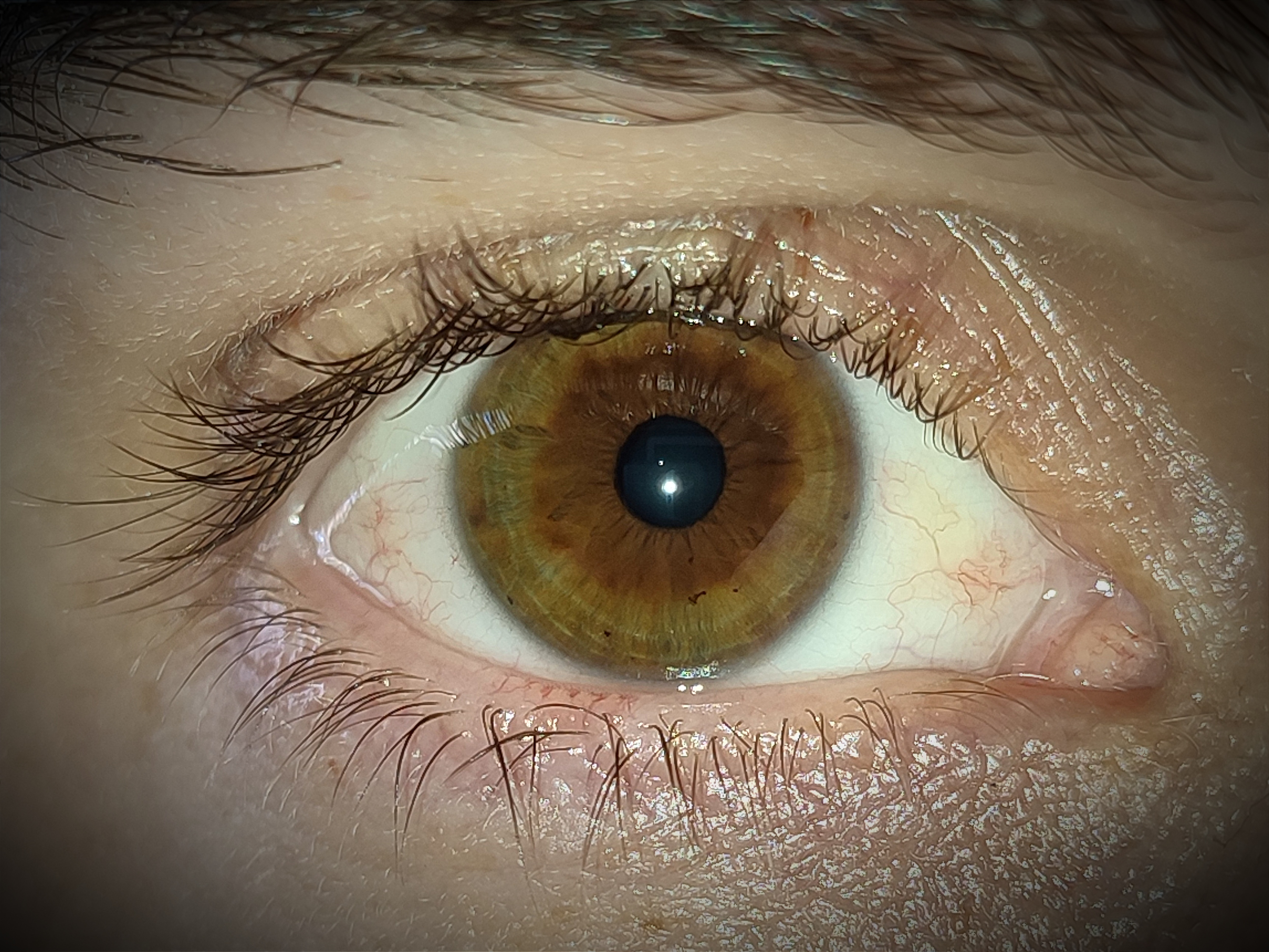
Часткова гетерохромія
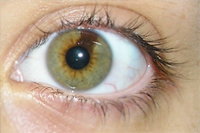
Часткова гетерохромія
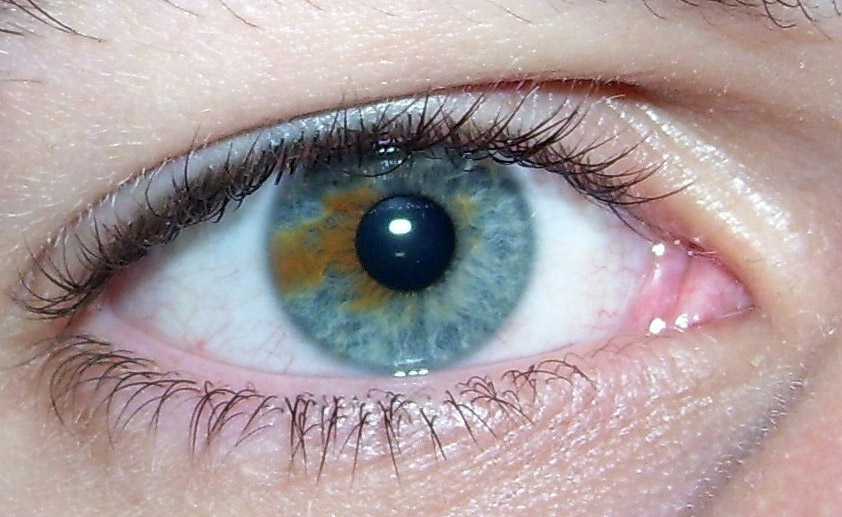
Часткова гетерохромія
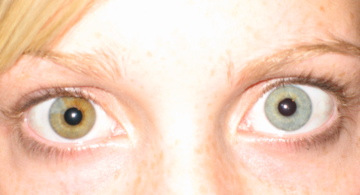
Повна гетерохромія
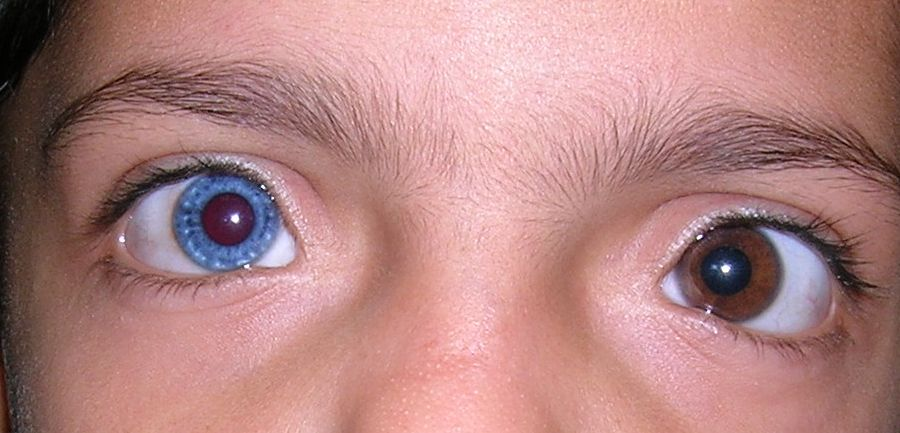
Повна гетерохромія
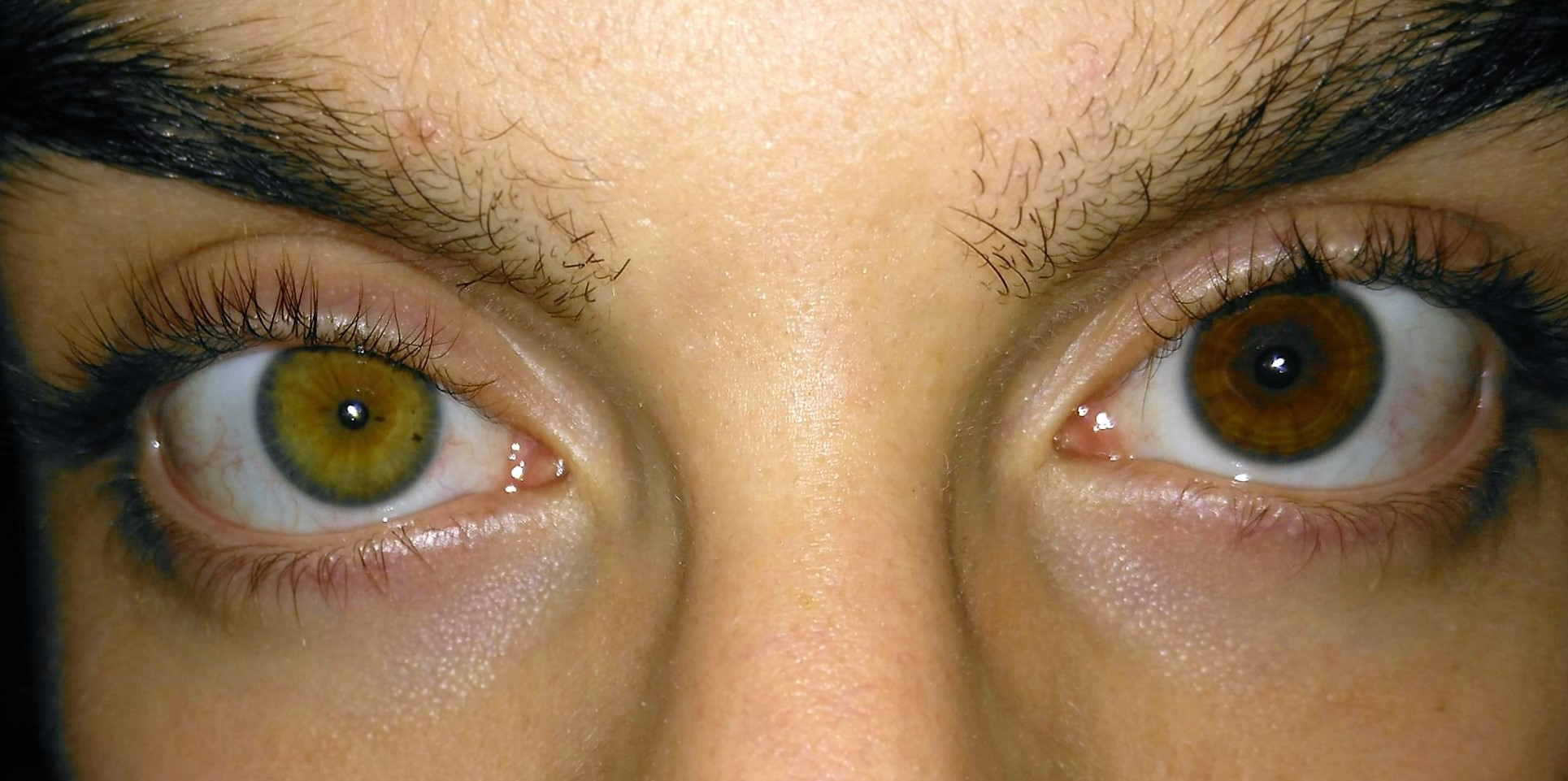
Повна гетерохромія
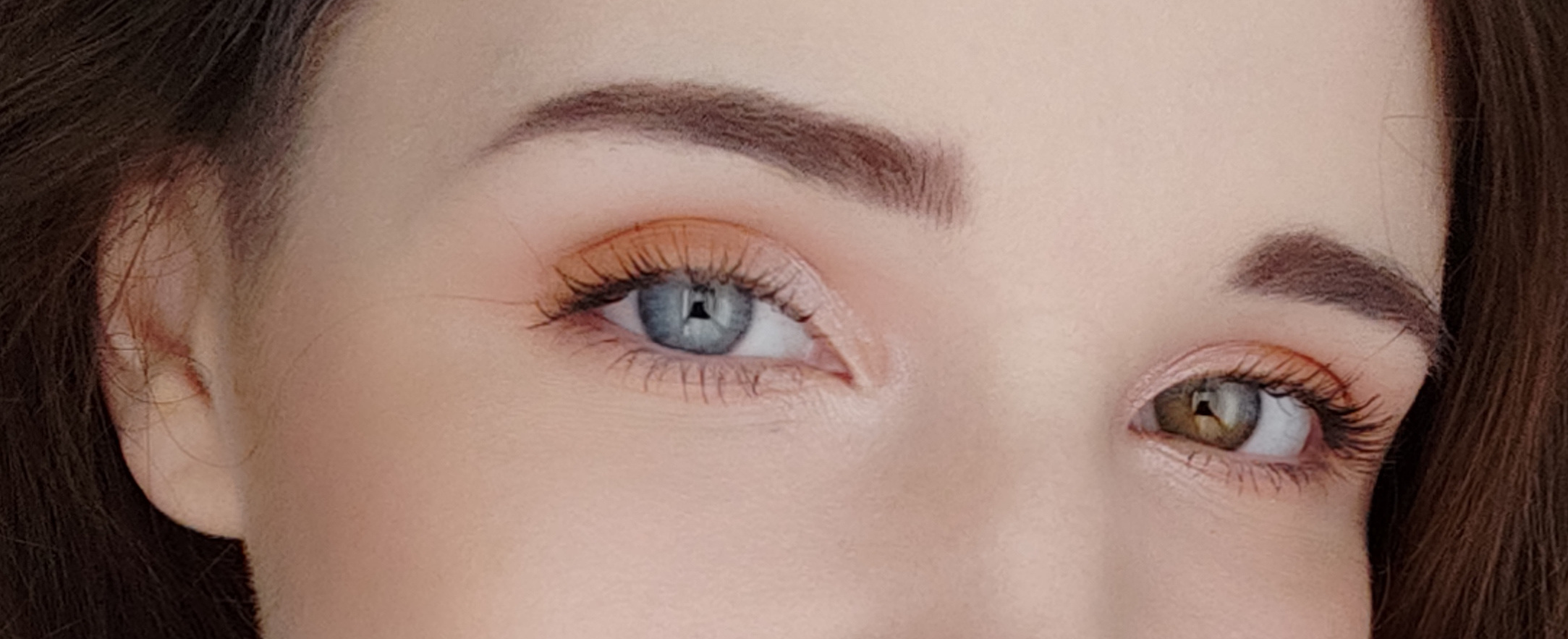
Повна гетерохромія

## Зміна кольору
Колір очей може змінюватися протягом життя. Іноді незабаром після народження колір очей змінюється зі світлого на темний — це іноді зустрічається у європеоїдів, і пов'язане з накопиченням меланіну у райдужній оболонці. У літніх людей очі іноді бліднуть, що пов'язано з певною втратою прозорості мезодермального шару та зменшенням кількості меланіну.